# Listă de emisiuni TV speciale de Crăciun din Statele Unite
Aceasta este o listă de emisiuni/episoade TV speciale de Crăciun produse în Statele Unite:
Pentru filme TV de Crăciun vedeți și  Listă de filme de Crăciun de televiziune sau direct-pe-video.

## Emisiuni speciale referitoare la Crăciun
- Amahl and the Night Visitors (1951)
- Amahl and the Night Visitors (1963)
- Amahl and the Night Visitors (1978)
- Babes in Toyland (1950)
- Babes in Toyland (1954)
- Babes in Toyland (1960)
- Babes in Toyland (1986)
- The Balloonatiks: Christmas Without a Claus (1996)
- B.C.: A Special Christmas (1981)
- The Bear Who Slept Through Christmas (1973)
- The Bell Telephone Hour Christmas specials (1959–1968)
- Benji's Very Own Christmas Story (1978)
- The Berenstain Bears' Christmas Tree (1979)
- A Chipmunk Christmas (1981)
- Christopher the Christmas Tree (1994)
- A Christmas Calendar (1987)
- A Christmas Carol (1954)
- A Christmas Carol (1971)
- A Christmas Carol (1984)
- A Christmas Carol (1999)
- Christmas Every Day (1996)
- Christmas in Tattertown (1988)
- A Claymation Christmas Celebration (1987)
- A Cool Like That Christmas (1993)
- Edith Ann's Christmas: Just Say Noël (1996)
- The Enchanted Nutcracker (1961)
- A Family Circus Christmas (1979)
- A Garfield Christmas (1987)
- The Ghosts of Christmas Eve (1999)
- The Glo-Friends Save Christmas (1985)
- Grandma Got Run Over by a Reindeer (2000)
- Hooves of Fire (1999)
- The House Without a Christmas Tree (1972)
- How the Grinch Stole Christmas (1966)
- In the Nick of Time (1991)
- Jingle Bell Rock (1995)
- The Little Rascals Christmas Special (1979)
- The Littlest Angel (1969)
- Mr. Magoo's Christmas Carol (1962)
- A Mouse, a Mystery and Me (1987)
- My Christmas Special (2009)
- The Nativity (1952)
- The Night the Animals Talked (1970)
- Noel (1992)
- The Nutcracker (1958) (prezentat la Playhouse 90)
- The Nutcracker (1965) (coproducție germano-americană, cu scenariu schimbat)
- The Nutcracker (versiunea Baryshnikov) (1977)
- The Nutcracker (2011) (prezentat la Live from Lincoln Center)
- Nutcracker on Ice (mai multe versiuni)
- The Nuttiest Nutcracker (1999)
- Olive, the Other Reindeer (1999)
- Online Adventures of Ozzie the Elf (1997)
- The Pink Panther in: A Pink Christmas (1978)
- The Promise (1963)
- Raggedy Ann and Andy in The Great Santa Claus Caper (1978)
- Santabear's High Flying Adventure (1987)
- Santa and the Three Bears (1970)
- Simple Gifts: Six Episodes for Christmas (1977)
- Snowden's Christmas (1999)
- A Snow White Christmas (1980)
- The Stingiest Man in Town (1956) (versiune originală cu actori)
- The Stingiest Man in Town (1978) (versiune animată)
- The Story of Santa Claus (1998)
- The Tiny Tree (1975)
- Trollies Christmas Sing-Along (1993)
- Twas the Night Before Christmas (1977)
- A Very Merry Cricket (1973)
- A Very Retail Christmas (1990)
- Up on the Housetop (1992)
- A Wish for Wings That Work (1991)
- The Wish That Changed Christmas (1992)
- We Wish You a Turtle Christmas  (1994)
- Yes, Virginia, There is a Santa Claus (1974)
- Ziggy's Gift (1982)

## Francize și grupări

### Rankin/Bass
- Rudolph the Red-Nosed Reindeer (1964)
- The Cricket on the Hearth (1967)
- The Little Drummer Boy (1968)
- Frosty the Snowman (1969)
- Santa Claus Is Comin' to Town (1970)
- Festival of Family Classics: A Christmas Tree (1972)
- Twas the Night Before Christmas (1974)
- The Year Without a Santa Claus (1974)
- The First Christmas: The Story of the First Christmas Snow (1975)
- Frosty's Winter Wonderland (1976)
- The Little Drummer Boy, Book II (1976)
- Nestor, the Long-Eared Christmas Donkey (1977)
- The Stingiest Man In Town (1978)
- Jack Frost (1979)
- Rudolph and Frosty's Christmas in July (1979)
- Pinocchio's Christmas (1980)
- Leprechauns' Christmas Gold (1981)
- The Life and Adventures of Santa Claus (1985)
- Santa Baby (2001)

#### Continuări nerealizate deRankin/Bass
- Frosty Returns (1992) (Broadway Video, CBS Productions)
- Legend of Frosty the Snowman (2004) (Classic Media, Studio B Productions)
- A Miser Brothers' Christmas (2008) (Warner Bros. Animation, Cuppa Coffee Studios)

### Charlie Brown / Peanuts
- A Charlie Brown Christmas (1965-2000/CBS, 2001-/ABC)
- It's Christmastime Again, Charlie Brown (1992)
- Charlie Brown's Christmas Tales (2002)
- I Want a Dog for Christmas, Charlie Brown (2003)

### Walt Disney
- From All of Us to All of You (1958)
- A Disney Christmas Gift (1982)
- Prep & Landing (2009)
- Prep & Landing: Operation: Secret Santa (2010)
- Prep & Landing: Naughty vs. Nice (2011)

#### Mickey Mouse
- Mickey's Christmas Carol (1983)
- Mickey's Once Upon a Christmas (1999)
- Mickey's Magical Christmas: Snowed in at the House of Mouse (2001)
- Mickey's Twice Upon a Christmas (2004)
- Mickey Mouse Clubhouse - Mickey Saves Santa (2006)

#### Winnie the Pooh
- Welcome to Pooh Corner: Christmas at Pooh Corner (1983)
- Welcome to Pooh Corner: Christmas is for Sharing (1984)
- Winnie the Pooh and Christmas Too (1991)
- Winnie the Pooh: Seasons of Giving (1999)
- Winnie the Pooh: A Very Merry Pooh Year (2002)
- My Friends Tigger And Pooh: A Super Sleuth Christmas Movie

#### DisneyVHS
- Jiminy Cricket's Christmas (1993)
- A Walt Disney Christmas (1996)

### Jim Henson/The Muppets/Sesame Street
- Great Santa Claus Switch (1970)
- Emmet Otter's Jug-Band Christmas (1977)
- Christmas Eve on Sesame Street (1978)
- A Special Sesame Street Christmas (1978)
- John Denver and the Muppets: A Christmas Together (1979)
- The Bells of Fraggle Rock (1984)
- The Christmas Toy (1986)
- A Muppet Family Christmas (1987)
- Dinosaurs: Refrigerator Day (1991)
- Mr. Willowby's Christmas Tree (1995)
- Elmo Saves Christmas (1996)
- A Berry Bear Christmas (1999)
- Elmo's World: Happy Holidays! (2002)
- It's a Very Merry Muppet Christmas Movie (2002)
- A Sesame Street Christmas Carol (2006)
- Elmo's Christmas Countdown (2007)
- A Muppet Christmas: Letters to Santa (2008)

### Power Rangers
- Mighty Morphin' Power Rangers Alpha's Magical Christmas (1994)
- Power Rangers Samurai Christmas Together, Friends Forever (2011)
- Power Rangers Super Samurai Stuck on Christmas (2012)

### DreamWorks Animation
- Shrek The Halls (2007)
- Merry Madagascar (2009)
- Kung Fu Panda Holiday Special (2010)
- Gift of the Night Fury (2011)

### Looney Tunes
- Bedtime for Sniffles (1940)
- Gift Wrapped (1952)
- Bugs Bunny's Looney Christmas Tales (1979)
- Bah, Humduck! A Looney Tunes Christmas (2006)

### Davey and Goliath
- Davey and Goliath: Christmas Lost and Found (1965)
- Christmas Is... (1970) Produced by the same Lutheran Television as Davey and Goliath and starring the voices of Hans Conried Don Messick and June Foray among others.
- Davey and Goliath's Snowboard Christmas (2004)

### Precious Moments, Inc.
- Timmy's Gift (1991)

## Emisiuni diferite și emisiuni găzduite de celebrități (inclusiv britanice prezentate în SUA)
- Julie Andrews: The Sound of Christmas (1987)
- The Captain and Tennille Christmas Show (1976)
- The Johnny Cash Christmas Special (1976–1979)
- A Colbert Christmas: The Greatest Gift of All (2008)
- John Denver's Rocky Mountain Christmas (with The Muppets) (1975)
- Jeff Dunham's Very Special Christmas Special (2008)
- Early, Early, Early Christmas Special (1981)
- Dave Foley's The True Meaning of Christmas Specials
- Freddie the Freeloader's Christmas Dinner (1981)
- The Judy Garland Show: Christmas Special (1963)
- The Mitzi Gaynor Christmas Show (1967)
- Luther Vandross: This is Christmas (1996)

### The Carpenters
- The Carpenters at Christmas (1977)
- The Carpenters: A Christmas Portrait (1978)

### Kathie Lee Gifford
- Kathie Lee Gifford: Looking for Christmas (1994)
- Kathie Lee Gifford: Home for Christmas (1995)
- Kathie Lee Gifford: Just in Time for Christmas (1996)
- Kathie Lee Gifford: We Need a Little Christmas (1997)
- Kathie Lee Gifford: Christmas Every Day (1998)

### Jackie Gleason
- Jackie Gleason's Honeymooners Christmas (1978)
- The Honeymooners Christmas Special (1977)

### The Osmonds
- The Donny and Marie Christmas Special (1979)
- The Osmond Family Christmas Special (1980)
- Marie Osmond's Merry Christmas (1986)

### Andy Williams
- The Andy Williams Christmas Special (1973)
- The Andy Williams Christmas Show (1974)
- Andy Williams' Early New England Christmas (1982)
- Andy Williams and the NBC Kids Search for Santa (1985)
- The Andy Williams Christmas Show (1994)
- The Daily Show Andy Williams Christmas Special (1997)
- Happy Holidays: The Best of the Andy Williams Christmas Specials (2001)

### Bob Hope
- The Bob Hope Christmas Special (1953, 1968, 1970, 1980, 1981)
- The Bob Hope Christmas Show (1965, 1985)
- The Bob Hope Vietnam Christmas Show (1966)
- The Bob Hope Christmas Special: Around the World with the USO (1969)
- The Bob Hope Vietnam Christmas Show (1971)
- The Bob Hope All Star Christmas Comedy Special (1977)
- Bob Hope's USO Christmas in Beirut (1984)
- Bob Hope Winterfest Christmas Show (1987)
- Bob Hope's USO Christmas from the Persian Gulf: Around the World in Eight Days (1987)
- Bob Hope's Jolly Christmas Show (1988)
- Bob Hope's Christmas Special from Waikoloa, Hawaii (1989)
- Bob Hope's Christmas Cheer from Saudi Arabia (1991)
- Hope for the Holidays - A Bob Hope Christmas (1993)

### Bing Crosby
- Happy Holidays with Frank and Bing starring Frank Sinatra and Bing Crosby (1957)
- The Bing Crosby Christmas Show (1961, 1962, 1965)
- The Hollywood Palace with Bing Crosby (1965, 1966, 1967, 1968)
- Bing and Carol Together Again for the First Time (1969) Bing Crosby, with Carol Burnett
- Goldilocks (1969) Bing Crosby with Kathryn Crosby, Mary Frances Crosby and Nathaniel Crosby along with Avery Schreiber and Paul Winchell
- Bing Crosby's Christmas Show (1970)
- Bing Crosby and the Sounds of Christmas (1971)
- A Christmas with the Bing Crosbys (1972)
- Bing Crosby's Sun Valley Christmas Show (1973)
- A Christmas with the Bing Crosbys (1974)
- Merry Christmas, Fred, from the Crosbys (1975) Bing Crosby, with Fred Astaire
- The Bing Crosby White Christmas Special (1976)
- Bing Crosby's Merrie Olde Christmas (1977) with David Bowie, Twiggy, and Ron Moody

### Dean Martin
- Dean Martin's California Christmas (1975)
- Dean Martin's Christmas in California (1977, 1979)
- Dean Martin Christmas Special (1980)
- Dean Martin's Christmas at Sea World (1981)

### Perry Como
This is only a partial list of Perry Como Christmas programs. He would always include a Christmas-themed program every year while his television series was on the air.
- Perry Como's Christmas In New York (1959)
- The Perry Como Holiday Special (1967)
- Christmas At The Hollywood Palace (1969)
- Perry Como's Winter Show (1971)
- The Perry Como Winter Show (1972, 1973)
- Perry Como's Christmas Show (1974)
- Perry Como's Christmas In Mexico (1975)
- Perry Como's Christmas In Austria (1976)
- Perry Como's Olde Englishe Christmas (1977)
- Perry Como's Early American Christmas (1978)
- Perry Como's Christmas In New Mexico (1979)
- Perry Como's Christmas In The Holy Land (1980)
- Perry Como's French-Canadian Christmas (1981)
- Perry Como's Christmas In Paris (1982)
- Perry Como's Christmas In New York (1983)
- Perry Como's Christmas In London (1984)
- Perry Como's Christmas In Hawaii (1985)
- Perry Como's Christmas In San Antonio ~ Perry Como's Christmas Special (1986)
- Perry Como's Irish Christmas (1994)

## Seriale TV referitoare la Crăciun
Emisiuni speciale bazate pe un serial de televiziune, dar care nu au fost difuzate periodic ca episoade ale unui sezon.
- A Colbert Christmas: The Greatest Gift of All! (2008)
- Care Bears Nutcracker Suite (1988)
- He-Man and She-Ra: A Christmas Special (1985)
- Inspector Gadget Saves Christmas (1992)
- Shining Time Station: 'Tis a Gift (1990)
- A Very Merry Curb Appeal

## Episoade de Crăciun
Emisiuni speciale bazate pe un serial de televiziune, care  au fost difuzate periodic ca episoade ale unui sezon.

### Dramatice

#### Polițiste/de mister
- 21 Jump Street: Christmas in Sagion (1987)
- Castle: Secret Santa (2012)
- CHiPs: Christmas Watch (1979)
- City Detective: Christmas Pardon (1953)
- Crossing Jordan: Blue Christmas (2001)
- Delvecchio: APB: Santa Claus (1976)
- The Equalizer: Christmas Presence (1987)
- Father Dowling Mysteries: The Christmas Mystery (1990)
- The F.B.I.: Dark Christmas (1972)
- Hardcastle & McCormick: Hate the Picture, Love the Frame (1984)
- Highway Patrol: Christmas Story (1956)
- Hill Street Blues: Santaclaustrophobia (1982)
- Houston Knights: Somebody to Love (1987)
- In the Heat of the Night: Blessings (1990)
- Kojak: How Cruel the Frost, How Bright the Stars (1975)
- Kraft Suspense Theatre: Are There Any More Out There Like You? (1963)
- Lie to Me: Secret Santa (2010)
- Martial Law: Sammo Claus (1999)
- McCloud: 'Twas the Fight Before Christmas (1976)
- The Mentalist: Jolly Red Elf (2010)
- The Mod Squad: Kristie (1972)
- Murder, She Wrote: A Christmas Secret (1992)
- Naked City: And a Merry Christmas to the Force on Patrol (1958)
- Nash Bridges: 25 Hours of Christmas (1996)
- NYPD Blue: From Hare to Eternity (1993)
- Police Woman: Merry Christmas, Waldo (1977)
- Racket Squad: The Christmas Caper (1952)
- Remington Steele: Dancer, Prancer, Donner and Steele (1985)
- Riptide: Home for Christmas (1985)
- The Rookies: Blue Christmas (1974)
- Simon & Simon: Yes, Virginia, There Is a Liberace (1984)
- Spenser: For Hire: The Hopes and Fears (1986)
- Starsky & Hutch: Little Girl Lost (1976)
- Sue Thomas: F.B.Eye: Silent Night (2002)
- S.W.A.T.: Silent Night, Deadly Night (1975)
- T. J. Hooker: Slay Ride (1983)
- The Untouchables: The Night They Shot Santa Claus (1962)
- Vega$: Christmas Story (1980)
- The Wire: Final Grades (2006)
- Wiseguy: Aria for Don Aiuppo (1988)

#### Adam-12
- Adam-12: Log 122: Christmas—The Yellow Dump Truck (1968)
- Adam-12: Log 46: Pilgrimage (1970)
- Adam-12: Christmas (1974)

#### Alfred Hitchcock Presents
- Alfred Hitchcock Presents: Santa Claus and the Tenth Avenue Kid (1955)
- Alfred Hitchcock Presents: Back for Christmas (1956)
- Alfred Hitchcock Presents: Festive Season (1958)

#### Bones
- Bones: The Man in the Fallout Shelter (2005)
- Bones: Santa in the Slush (2007)
- Bones: The Goop on the Girl (2009)

##### Cagney & Lacey
- Cagney & Lacey: I'll Be Home for Christmas (1982)
- Cagney & Lacey: Play It Again, Santa (1985)

#### The Closer
- The Closer: Next of Kin (2007)
- The Closer: Living Proof (2010)
- The Closer: You Have the Right to Remain Jolly (2011)
- The Closer: Relative Matters (2011)

#### CSI (franchise)
- CSI: NY: Silent Night (2006)
- CSI: NY: Forbidden Fruit (2008)
- CSI: NY: Second Chances (2009)
- CSI: NY: Shop Till You Drop (2010)
- CSI: Crime Scene Investigation: The Lost Reindeer (2013)

#### Diagnosis: Murder
- Diagnosis: Murder: Murder in the Family (1996)
- Diagnosis: Murder: Santa Claude (1999)

#### The District
- The District: The Santa Wars (2000)
- The District: Small Packages (2002)

#### Dragnet
- Dragnet: The Big .22 Rifle for Christmas (1952)
- Dragnet: The Big Little Jesus (1953)
- Dragnet: The Christmas Story (1967)

#### Hart to Hart
- Hart to Hart: 'Tis the Sezonul to Be Murdered (1980)
- Hart to Hart: A Christmas Hart (1982)
- Hart to Hart: Trust Your Hart (1983)

#### Hawaii Five-0
- Hawaii Five-0: Hana 'a'a Makehewa (2010)
- Hawaii Five-0: Kahu (2012)

#### Homicide: Life on the Street
- Homicide: Life on the Street: All Through the House (1994)
- Homicide: Life on the Street: All is Bright (1997)

#### Jake and the Fatman
- Jake and the Fatman: Have Yourself a Merry Little Christmas (1987)
- Jake and the Fatman: What Child Is This?" (1989)

#### Magnum, P.I.
- Magnum, P.I.: Thank Heaven for Little Girls (and Big Ones Too) (1980)
- Magnum, P.I.: Operation: Silent Night (1983)

#### Matlock
- Matlock: Santa Claus (1986)
- Matlock: The Gift (1987)
- Matlock: The Scrooge (1989)

#### Monk
- Monk: Mr. Monk and the Secret Santa (2005)
- Monk: Mr. Monk Meets His Dad (2006)
- Monk: Mr. Monk and the Man Who Shot Santa (2007)
- Monk: Mr. Monk and the Miracle (2008)

#### NCIS/NCIS: Los Angeles
- NCIS: Silent Night (2008)
- NCIS: Faith (2009)
- NCIS: Los Angeles: Brimstone (2009)
- NCIS: False Witness (2010)
- NCIS: Los Angeles: Disorder (2010)
- NCIS: Newborn King (2011)
- NCIS: Los Angeles: Higher Power (2011)
- NCIS: You Better Watch Out (2012)
- NCIS: Los Angeles: Free Ride (2012)
- NCIS: Abby's Christmas Spirit (2013)
- NCIS: Los Angeles: Merry Evasion (2013)

#### Profiler
- Profiler: Old Acquaintance (1997)
- Profiler: Home for the Homicide (1998)
- Profiler: Original Sin (1999)

#### Psych
- Psych: Gus's Dad May Have Killed an Old Guy (2007)
- Psych: Christmas Joy (2008)
- Psych: The Polarizing Express (2010)

#### Scarecrow and Mrs. King
- Scarecrow and Mrs. King: The Long Christmas Eve (1983)
- Scarecrow and Mrs. King: Santa's Got a Brand New Bag (1987)

#### Suspense
- Suspense: Dancing Dan's Christmas (1950)
- Suspense: The Gift of Fear (1953)

#### Walker, Texas Ranger
- Walker, Texas Ranger: The Covenant (1995)
- Walker, Texas Ranger: A Ranger's Christmas (1996)
- Walker, Texas Ranger: A Matter of Faith (1999)

#### Without a Trace
- Without a Trace: Malone v. Malone (2004)
- Without a Trace: Claus and Effect (2007)

### Seriale dramatice medicale
- Ben Casey: Between Summer and Winter, the Glorious Season (1962)
- City of Angels: Smoochas Gracias (2000)
- Dr. Kildare: Sezonul to Be Jolly (1961)
- Private Practice: Georgia on My Mind (2012)
- Royal Pains: Off-Sezonul Greetings (2012)
- St. Elsewhere: Santa Claus is Dead (1985)
- Third Watch: The Spirit (2003)
- Trapper John, M.D.: 'Tis the Season (1981)

#### Chicago Hope
- Chicago Hope: Christmas Truce (1995)
- Chicago Hope: On Golden Pons (1997)

#### ER
- ER: Blizzard (1994)
- ER: The Gift (1994)
- ER: A Miracle Happens Here (1995)
- ER: Homeless for the Holidays (1996)
- ER: Do You See What I See? (1997)
- ER: The Miracle Worker (1998)
- ER: How the Finch Stole Christmas (1999)
- ER: The Greatest of Gifts (2000)
- ER: I'll Be Home for Christmas (2001)
- ER: Hindsight (2002)
- ER: Makemba (2003)
- ER: Twas the Night (2004)
- ER: All About Christmas Eve (2005)
- ER: City of Mercy (2006)
- ER: The High Holiday (2008)

#### Grey's Anatomy
- Grey's Anatomy: Grandma Got Run Over by a Reindeer (2005)
- Grey's Anatomy: Holidaze (2009)
- Grey's Anatomy: Run, Baby, Run (2012)

#### House
- House: Damned If You Do (2004)
- House: Deception (2005)
- House: Merry Little Christmas (2006)
- House: It's a Wonderful Lie (2007)
- House: Joy to the World (2008)

#### Nip/Tuck
- Nip/Tuck: Joy Kringle (2005)
- Nip/Tuck: Reefer (2006)
- Nip/Tuck: Duke Collins (2007)

#### Providence
- Providence: Home for the Holidays (1999)
- Providence: The Gift (2000)
- Providence: The Mating Dance (2001)
- Providence: The Eleventh Hour (2002)

#### Strong Medicine
- Strong Medicine: Blessed Events (2000)
- Strong Medicine: Seize the Day (2003)
- Strong Medicine: Virgin Birth (2004)
- Strong Medicine: We Wish You a Merry Cryst-Meth (2005)

### Supernatural/Sci-Fi/Fantasy/Horror
- Amazing Stories: Santa '85 (1985)
- American Horror Story: Asylum: Unholy Night (2012)
- Beauty and the Beast: God Bless the Child
- Buffy the Vampire Slayer: Amends (1998)
- Cinema Insomnia: The Little Shop of Horrors (2010)[1]
- The Dead Zone: A Very Dead Zone Christmas (2005)
- Early Edition: Christmas (1996)
- Ghost Whisperer: Holiday Spirit (2007)
- Haven: Silent Night (2011)
- Hercules: The Legendary Journeys: A Star to Guide Them (1996)
- Journeyman: Home by Another Way (2007)
- The Man from U.N.C.L.E.: The Jingle Bells Affair (1966)
- Monsters: A New Woman (1990)
- Night Gallery: The Messiah on Mott Street (1971)
- The Outer Limits: The Conversion (1995)
- Pushing Daisies: Corpsicle (2007)
- Quantum Leap: A Little Miracle (1990)
- The Six Million Dollar Man: A Bionic Christmas Carol (1976)
- Sliders: Season's Greedings (1996)
- Space: Above and Beyond: The River of Stars (1995)
- Starman: The Gift (1986)
- Supernatural: A Very Supernatural Christmas (2007)
- Taken:  Jacob and Jesse (2002)
- Tales from the Crypt: And All Through the House (1989)
- Tru Calling: 'Twas the Night Before Christmas...Again (2008)
- V: The Series: Reflections in Terror (1984)
- Wonder Woman: The Deadly Toys (1977)
- Xena: Warrior Princess: A Solstice Carol (1996)

#### Eureka
- Eureka: O Little Town (2010)
- Eureka: Do You See What I See? (2011)

#### Grimm
- Grimm: Let Your Hair Down (2011)
- Grimm: Twelve Days of Krampus (2013)
- Grimm: The Grimm Who Stole Christmas (2014)

#### Highway to Heaven
- Highway to Heaven: Another Song for Christmas (1984)
- Highway to Heaven: Basinger's New York (1986)
- Highway to Heaven: With Love, the Claus (1987)
- Highway to Heaven: Merry Christmas from Grandpa (1989)

#### Lois & Clark: The New Adventures of Superman
- Lois & Clark: Season's Greedings (1994)
- Lois & Clark: Home Is Where the Hurt Is (1995)
- Lois & Clark: 'Twas the Night Before Mxymas (1996)

#### Millennium
- Millennium: Midnight of the Century (1997)
- Millennium: Omertà (1998)

#### Roswell
- Roswell: A Roswell Christmas Carol (2000)
- Roswell: Samuel Rising (2001)

#### Smallville
- Smallville: Lexmas (2005)
- Smallville: Gemini (2007)

#### Tales from the Darkside
- Tales from the Darkside: Seasons of Belief (1986)
- Tales from the Darkside: The Yattering and Jack (1987)

#### The Twilight Zone
- The Twilight Zone: The Night of the Meek (1960)
- The Twilight Zone: Five Characters in Search of an Exit (1961)
- The Twilight Zone: The Changing of the Guard (1962)

#### Warehouse 13
- Warehouse 13: Secret Santa (2010)
- Warehouse 13: The Greatest Gift (2011)

#### The X-Files
- The X-Files: Christmas Carol (1997)
- The X-Files: Emily (1997)
- The X-Files: How the Ghosts Stole Christmas (1998)

### Teen drama
- Boston Public: Chapter Twenty-Nine (2001)
- The Carrie Diaries: The Second Time Around (2013)
- Dawson's Creek: Marry Mayhem (2002)
- My So-Called Life: So-Called Angels (1994)
- Pretty Little Liars: How the 'A' Stole Christmas (2014)
- State of Grace: Holiday on Ice (2002)
- Veronica Mars: An Echolls Family Christmas (2004)

#### 90210
- 90210: Winter Wonderland (2009)
- 90210: Holiday Madness (2010)
- 90210: O Holly Night (2011)
- 90210: The Things We Do for Love (2012)

#### Beverly Hills, 90210/Melrose Place
- Beverly Hills, 90210: A Walsh Family Christmas (1991)
- Beverly Hills, 90210: It's a Totally Happening Life (1992)
- Melrose Place: A Melrose Place Christmas (1992)
- Beverly Hills, 90210: Somewhere in the World It's Christmas (1993)
- Melrose Place: Under the Mistletoe (1993)
- Beverly Hills, 90210: Christmas Comes This Time Each Year (1994)
- Melrose Place: Holiday on Ice (1994)
- Beverly Hills, 90210: Angels We Have Heard on High (1995)
- Melrose Place: Oy! to the World (1995)
- Beverly Hills, 90210: Gift Wrapped (1996)
- Melrose Place: Crazy Love (1996)
- Beverly Hills, 90210: Santa Knows (1997)
- Melrose Place: A Tree Talks in Melrose (1997)
- Beverly Hills, 90210: Marathon Man (1998)
- Melrose Place: The Usual Santas (1998)
- Beverly Hills, 90210: Nine Yolks Whipped Lightly (1999)

#### Gossip Girl
- Gossip Girl: Roman Holiday (2007)
- Gossip Girl: The Townie (2010)

#### The O.C.
- The O.C: The Best Chrismukkah Ever (2003)
- The O.C: The Chrismukkah That Almost Wasn't (2004)
- The O.C: The Chrismukkah Bar-Mitzvahkkah (2005)
- The O.C: The Chrismukk-huh? (2006)

#### Party of Five/Time of Your Life
- Party of Five: Christmas (1996)
- Party of Five: S'Wunnerful Life (1997)
- Party of Five: One Christmas, to Go (1998)
- Time of Your Life: The Time They Had Not (1999)

#### Popular
- Popular: Fall on Your Knees (1999)
- Popular: The Consequences of Falling (2000)

### Westerns
- Annie Oakley: Santa Claus Wears a Gun (1956)
- The Big Valley: Judgement in Heaven (1965)
- The Californians: Truce of the Tree (1957)
- Cimarron City: Cimarron Holiday (1958)
- Daniel Boone: The Christmas Story (1965)
- The Deputy: The Orphans (1959)
- The Gray Ghost: Rebel Christmas (1957)
- Have Gun - Will Travel: The Hanging Cross (1957)
- Here Come the Brides: A Christmas Place (1968)
- The Life and Times of Grizzly Adams: Once Upon a Starry Night (1978)
- The Lone Ranger: Christmas Story (1956)
- Rawhide: Twenty-Five Santa Clauses (1961)
- Stagecoach West: Three Wise Men (1960)
- The Tall Man: Billy's Baby (1960)
- The Texan: A Time of the Year (1958)
- Wagon Train: The St. Nicholas Story (1959)
- Wanted: Dead or Alive: Eight Cent Reward (1958)
- The Wild Wild West: The Night of the Whirring Death (1966)

#### Bonanza
- Bonanza: Gabrielle (1961)
- Bonanza: A Christmas Story (1966)

#### Dr. Quinn, Medicine Woman
- Dr. Quinn, Medicine Woman: Mike's Dream...a Christmas Tale (1993)
- Dr. Quinn, Medicine Woman: The First Christmas (1994)
- Dr. Quinn, Medicine Woman: Fifi's First Christmas (1995)
- Dr. Quinn, Medicine Woman: Sezonul of Miracles (1996)

#### Gunsmoke
- Gunsmoke: Magnus (1955)
- Gunsmoke: P.S. Murry Christmas (1971)

#### Little House on the Prairie
- Little House on the Prairie: Christmas at Plum Creek (1974)
- Little House on the Prairie: Blizzard (1976)
- Little House on the Prairie: A Christmas They Never Forgot (1981)
- Little House on the Prairie: Bless All The Dear Children (1984)

#### The Restless Gun
- The Restless Gun: The Child (1957)
- The Restless Gun: A Bell for Santo Domingo (1958)

### Drama anthology series
- Bob Hope Presents the Chrysler Theatre: The Eighth Day (1966)
- Cavalcade of America: Barbed Wire Christmas (1955)
- Crossroads: Our First Christmas Tree (1956)
- The DuPont Show with June Allyson: Silent Panic (1960)
- Family Theatre: A Star Shall Rise (1952)
- Four Star Playhouse: The Gift (1953)
- The Millionaire: Millionaire Wilbur Gerrold (1955)
- Screen Directors Playhouse: Tom and Jerry (1955)
- The United States Steel Hour: One Red Rose for Christmas (1958)
- Westinghouse Desilu Playhouse: The Desilu Revue (1959)

#### Actors Studio
- Actors Studio: The Man Who Lost Christmas (1948)
- Actors Studio: A Child Is Born (1949)

#### The Alcoa Hour
- The Alcoa Hour: Amahl and the Night Visitors (1955)
- The Alcoa Hour: Merry Christmas, Mr. Baxter (1956)
- The Alcoa Hour: The Stingiest Man in Town (1956)

#### American Playhouse
- American Playhouse: A Matter of Principle (1984)
- American Playhouse: Tru (1992)
- American Playhouse: Hallelujah (1993)

#### General Electric Theater
- General Electric Theater: Music for Christmas (1954)
- General Electric Theater: A Child Is Born (1955)
- General Electric Theater: The Trail to Christmas (1957)

#### Hallmark Hall of Fame
- Hallmark Hall of Fame: Amahl and the Night Visitors (1951)
- Hallmark Hall of Fame: Amahl and the Night Visitors (1953)
- Hallmark Hall of Fame: Amahl and the Night Visitors (1954)
- Hallmark Hall of Fame: Twelfth Night (1957)
- Hallmark Hall of Fame: The Christmas Tree (1958)
- Hallmark Hall of Fame: A Christmas Festival (1959)
- Hallmark Hall of Fame: A Cry of Angels (1963)
- Hallmark Hall of Fame: Amahl and the Night Visitors (1964)
- Hallmark Hall of Fame: Amahl and the Night Visitors (1965)
- Hallmark Hall of Fame: The Littlest Angel (1969)
- Hallmark Hall of Fame: Have I Got a Christmas for You (1977)
- Hallmark Hall of Fame: Stubby Pringle's Christmas (1978)
- Hallmark Hall of Fame: A Sezonul for Miracles (1999)
- Hallmark Hall of Fame: Silver Bells (2005)
- Hallmark Hall of Fame: November Christmas (2010)
- Hallmark Hall of Fame: Christmas with Holly (2012)
- Hallmark Hall of Fame: Christmas in Conway (2013)

#### Kraft Television Theatre
- Kraft Television Theatre: Reverie/The Desert Shall Rejoice (1947)
- Kraft Television Theatre: Hansel and Gretel (1948)
- Kraft Television Theatre: Incident on Fifth Avenue (1951)
- Kraft Television Theatre: A Christmas Carol (1952)
- Kraft Television Theatre: A Child Is Born (1954)
- Kraft Television Theatre: The Christmas Dinner (1955)
- Kraft Television Theatre: The Wonderful Gift (1956)
- Kraft Television Theatre: The Other Wise Man (1957)

#### The Loretta Young Show
- The Loretta Young Show: The Night My Father Came Home (1953)
- The Loretta Young Show: Time and Yuletide (1954)
- The Loretta Young Show: Christmas Stopover (1955)
- The Loretta Young Show: Three and Two, Please (1956)
- The Loretta Young Show: Most Honorable Day (1958)

#### Lux Video Theatre
- Lux Video Theatre: A Child Is Born (1950)
- Lux Video Theatre: A Child Is Born (1951)
- Lux Video Theatre: A Child Is Born (1952)
- Lux Video Theatre: Holiday Affair (1955)
- Lux Video Theatre: Christmas in Connecticut (1956)

#### Playhouse 90
- Playhouse 90: The Nutcracker (1958)
- Playhouse 90: The Silver Whistle (1959)

#### Robert Montgomery Presents
- Robert Montgomery Presents: A Christmas Gift (1951)
- Robert Montgomery Presents: The Christmas Cards (1952)
- Robert Montgomery Presents: What About Christmas? (1953)
- Robert Montgomery Presents: The Second Day of Christmas (1955)
- Robert Montgomery Presents: Amahl and the Night Visitors (1956)

#### Westinghouse Studio One
- Westinghouse Studio One: The Nativity (1952)
- Westinghouse Studio One: A Christmas Surprise (1956)

### Alte seriale dramatice
- Baywatch: Silent Night, Baywatch Night (1994)
- Chicago Fire: Merry Christmas, Etc. (2012)
- China Beach: X-Mas Chn. Bch. VN, '67 (1988)
- Dexter: Truth Be Told (2006), Do You See What I See (2012)
- Dirty Sexy Money: The Nutcracker (2007)
- Dynasty: That Holiday Spirit (1984)
- Eastwick: Magic Snow and Creep Gene (2009)
- The Fall Guy: Escape Claus (1985)
- Family Law: Angel's Flight (2001)
- Follow the Sun: Mele Kalikimaka to You (1961)
- Flamingo Road: The Little Foxes (1981)
- Here's Boomer: A Christmas for Boomer (1979)
- Homefront: Sinners Reconciled (1991)
- Human Target: The Other Side of the Mall (2010)
- I'll Fly Away: Comfort and Joy (1992)
- Judging Amy: Waterworld (2000)
- Knight Rider: Silent Knight (1983)
- Leverage: The Ho Ho Ho Job (2010)
- Lou Grant: Christmas (1977)
- Lucas Tanner: Merry Gentlemen (1974)
- MacGyver: The Madonna (1989)
- Midnight Caller: Do You Believe in Miracles? (1990)
- Movin' On: Goin' Home (1974)
- Nowhere Man: It's Not Such a Wonderful Life (1995)
- Nothing Sacred: Hodie Christus Natus Est (1997)
- October Road: Deck the Howls (2007)
- Our House: Green Christmas (1986)
- The Pretender: Not Even a Mouse (1996)
- Promised Land: Christmas (1996)
- Relativity: Unsilent Night (1996)
- The Rogues: Mr. White's Christmas (1965)
- Scarecrow and Mrs. King: The Long Christmas Eve (1983)
- Seven Brides for Seven Brothers: Christmas Song (1982)
- Tour of Duty: Green Christmas (1989)
- The Trials of Rosie O'Neill: The Man from ELF (1990)
- Voyagers!: Merry Christmas, Bogg (1982)

#### 7th Heaven
- 7th Heaven: Here Comes Santa Claus (1998)
- 7th Heaven: X-Mas (2005)
- 7th Heaven: Christmas! (2006)

#### Brothers & Sisters
- Brothers & Sisters: Light the Lights (2006)
- Brothers & Sisters: Cold Turkey (2010)

#### Desperate Housewives
- Desperate Housewives: The Miracle Song (2006)
- Desperate Housewives: Boom Crunch (2009)

#### Everwood
- Everwood: Unhappy Holidays (2003)
- Everwood: Need to Know (2004)

#### Fame
- Fame: Ebenezer Morloch (1985)
- Fame: All I Want for Christmas (1986)

#### Family
- Family: On the First Day of Christmas (1976)
- Family: A Child Is Given (1977)
- Family: Gifts (1978)
- Family: 'Tis the Season (1979)

#### Hotel
- Hotel: Christmas (1983)
- Hotel: Comfort and Joy (1987)

#### JAG
- JAG: Jaggle Bells (1998)
- JAG: Ghosts of Christmas Past (1999)
- JAG: Answered Prayers (2001)
- JAG: All Ye Faithful (2002)
- JAG: A Merry Little Christmas (2003)
- JAG: The Four Percent Solution (2004)

#### L.A. Law
- L.A. Law: Sidney, the Dead-Nosed Reindeer (1986)
- L.A. Law: Divorce with Extreme Prejudice (1987)
- L.A. Law: Dummy Dearest (1988)
- L.A. Law: Placenta Claus Is Coming to Town (1989)
- L.A. Law: God Rest Ye Murray Gentlemen (1990)
- L.A. Law: The Nut Before Christmas (1991)
- L.A. Law: Christmas Stalking (1992)
- L.A. Law: Rhyme and Punishment (1993)

#### Life Goes On
- Life Goes On: The Smell of Fear (1991)
- Life Goes On: Happy Holidays (1992)

#### Mad Men
- Mad Men: Shut the Door. Have a Seat (2009)
- Mad Men: Christmas Comes But Once a Year (2010)
- Mad Men: Christmas Waltz (2012)

#### Once and Again
- Once and Again: The Gingerbread House (1999)
- Once and Again: Pictures (2001)

#### Sisters
- Sisters: Egg Nog (1991)
- Sisters: Broken Angel (1993)
- Sisters: A Child Is Given (1994)

#### Six Feet Under
- Six Feet Under: Pilot (2001)
- Six Feet Under: It's the Most Wonderful Time of the Year (2002)

#### The Sopranos
- The Sopranos: ...To Save Us All from Satan's Power (2001)
- The Sopranos: Kaisha (2006)

#### Thirtysomething
- Thirtysomething: I'll Be Home for Christmas (1987)
- Thirtysomething: The Mike Van Dyke Show (1988)

#### Touched by an Angel
- Touched by an Angel: Fear Not! (1994)
- Touched by an Angel: The Feather (1995)
- Touched by an Angel: The Violin Lesson (1996)
- Touched by an Angel: It Came Upon a Midnight Clear (1997)
- Touched by an Angel: An Angel on the Roof (1998)
- Touched by an Angel: The Christmas Gift (1999)
- Touched by an Angel: An Angel on My Tree (2000)
- Touched by an Angel: A Winter Carol (2001)
- Touched by an Angel: The Christmas Watch (2002)

#### The Waltons
- The Waltons: The Homecoming: A Christmas Story (1971 - pilot movie)
- The Waltons: The Best Christmas (1976)
- The Waltons: The Children's Carol (1977)
- The Waltons: Day of Infamy (1978)
- The Waltons: The Spirit (1979)

#### The West Wing
- The West Wing: In Excelsis Deo (1999)
- The West Wing: Noël (2000)
- The West Wing: Bartlet for America (2001)
- The West Wing: Holy Night (2002)
- The West Wing: Abu el Banat (2003)
- The West Wing: Impact Winter (2004)

#### The White Shadow
- The White Shadow: A Christmas Present (1979)
- The White Shadow: Christmas Story (1980)

### Comedy-drama
- Apple's Way: The Christmas Party (1974)
- Beverly Hills Buntz: A Christmas Carol (1988)
- B. J. and the Bear: Silent Night, Unholy Night (1979)
- Cupid: Hung Jury (1998)
- Doogie Howser, M.D.: Doogie the Red-Nosed Reindeer (1989)
- The Dukes of Hazzard: The Great Santa Claus Chase (1980)
- Eight Is Enough: Yes, Nicholas, There Is a Santa Claus (1977)
- Frank's Place: Season's Greetings (1987)
- Get Real: Denial (1999)
- Going My Way: Keep an Eye on Santa Claus (1962)
- Hooperman: Deck the Cell with Bars of Folly (1987)
- Huff: Christmas Is Ruined (2005)
- Louie: New Year's Eve (2012)
- Miss Match: Santa, Baby (2003)
- Northern Exposure: Seoul Mates (1991)
- Parenthood: What to My Wondering Eyes (2012)
- Rags to Riches: A Very Foley Christmas (1987)
- Related: Have Yourself a Sorelli Little Christmas (2005)
- Remember WENN: Christmas in the Airwaves (1996)
- Sex and the City: The Perfect Present (2003)
- Shirley: Visions of Christmas Past (1979)
- The Smith Family: Christmas Rush (1971)
- Snoops: The Grinch (1999)
- Studio 60 on the Sunset Strip: The Christmas Show (2006)
- Window on Main Street: Christmas Memory (1961)

#### Ally McBeal
- Ally McBeal: Silver Bells (1997)
- Ally McBeal: Making Spirits Bright (1998)
- Ally McBeal: Saving Santa (1999)
- Ally McBeal: Blue Christmas (1999)
- Ally McBeal: 'Tis the Season (2000)
- Ally McBeal: The Man with the Bag (2000)
- Ally McBeal: Nine One One (2001)

#### American Dreams
- American Dreams: Silent Night (2002)
- American Dreams: Tidings of Comfort and Joy (2004)

#### Boston Legal
- Boston Legal: Loose Lips (2004)
- Boston Legal: The Nutcrackers (2006)
- Boston Legal: Green Christmas (2007)

#### Chuck
- Chuck: Chuck Versus the Crown Vic (2007)
- Chuck: Chuck Versus Santa Claus (2008)
- Chuck: Chuck Versus the Santa Suit (2011)

#### The Commish
- The Commish: No Greater Gift (1991)
- The Commish: A Christmas Story (1994)

#### Ed
- Ed: Your Life is Now (2000)
- Ed: Charity Cases (2001)
- Ed: Home for Christmas (2003)

#### The Game
- The Game: There's No Place Like Home (2006)
- The Game: The Ghost of Derwin Past (2007)

#### Gilmore Girls
- Gilmore Girls: Forgiveness and Stuff (2000)
- Gilmore Girls: Santa's Secret Stuff (2007)

#### Glee
- Glee: A Very Glee Christmas (2010)
- Glee: Extraordinary Merry Christmas (2011)
- Glee: Glee, Actually (2012)
- Glee: Previously Unaired Christmas (2013)

#### Hart of Dixie
- Hart of Dixie: Hairdos & Holidays (2011)
- Hart of Dixie: Blue Christmas (2012)

#### Las Vegas
- Las Vegas: White Christmas (2006)
- Las Vegas: A Cannon Carol (2007)

#### M*A*S*H/AfterMASH
- M*A*S*H: Sezonul 1, Episodul 12: "Dear Dad" - 17 decembrie 1972
- M*A*S*H: Sezonul 7, Episodul 14: "Dear Sis" - 18 decembrie 1978
- M*A*S*H: Sezonul 9, Episodul 5: "Death Takes a Holiday" - 15 decembrie 1980
- M*A*S*H: Sezonul 10, Episodul 10: "Twas the Day After Christmas" - 28 decembrie 1981
- AfterMASH: Sezonul 1, Episodul 12: "All About Christmas Eve" - 19 decembrie 1983

#### Moonlighting
- Moonlighting: 'Twas the Episodul Before Christmas (1985)
- Moonlighting: It's a Wonderful Job (1986)

#### Picket Fences
- Picket Fences: High Tidings (1992)
- Picket Fences: Blue Christmas (1993)
- Picket Fences: Away in the Manger (1994)

#### Sports Night
- Sports Night: The Six Southern Gentlemen of Tennessee (1998)
- Sports Night: The Reunion (1999)

#### Ugly Betty
- Ugly Betty: Fake Plastic Snow (2006)
- Ugly Betty: Giving Up The Ghost (2007)
- Ugly Betty: Be-Shure (2009)

#### The Wonder Years
- The Wonder Years: Christmas (1988)
- The Wonder Years: A Very Cutlip Christmas (1990)
- The Wonder Years: Christmas Party (1991)
- The Wonder Years: Let Nothing You Dismay (1992)

## Sitcom-uri
- 9 to 5: Blue Christmas (1986)
- Accidentally on Purpose: It Happened One Christmas (2009)
- The Addams Family: Christmas with the Addams Family (1965)
- Aliens in America: Church (2007)
- Amos 'n' Andy: The Christmas Story (1952)
- The Andy Griffith Show: A Christmas Story (1960)
- Anything But Love: Salmonella's Coming to Town (1991)
- Baby Talk: Away in a Manger (1991)
- Bachelor Father: Deck the Halls (1961)
- Back in the Game: I'll Slide Home for Christmas (2013)
- Beavis and Butt-Head: Christmas Special (1995)
- Better with You: Better with Christmas Crap (2010)
- The Betty Hutton Show: The Christmas Story (1959)
- The Bill Cosby Show: A Christmas Ballad (1969)
- The Bill Engvall Show: The Night Before Christmas (2008)
- The Bing Crosby Show: The Christmas Show (1964)
- Bless This House: Misery on 34th Street (1995)
- Blossom: It's a Marginal Life (1991)
- The Boys Are Back: The Christmas Show (1994)
- The Brian Keith Show: The Christmas Pageant (1972)
- Bridget Loves Bernie: 'Tis the Season (1972)
- Brooklyn Nine-Nine: Christmas (2013)
- Brotherly Love: A Roman Holiday (1995)
- Brothers (Showtime): Happy Birthday Mel (1984)
- Brothers (Fox): Christmas (2009)
- Buffalo Bill: Have Yourself a Very Degrading Christmas (1984)
- Café Americain: Deck the Halls with Boughs of Holly (1993)
- Car 54, Where Are You?: Christmas at the 53rd (1961)
- The Cavanaughs: Yes, Virginia, There Is a Pop (1986)
- Charlie & Co.: Silent Knight (1985)
- The Charmings: Yes, Lilian, There Really Is a Santa Claus (1987)
- Chico and the Man: The Proposal (1977)
- Cinema Insomnia: Santa Claus Conquers the Martians (2005)
- Clone High – Snowflake Day: A Very Special Holiday Episode (2003)
- Curb Your Enthusiasm: Mary, Joseph and Larry (2002)
- Cybill: A Hell of a Christmas (1996)
- Dads: The Glitch That Stole Christmas (2013)
- DAG: A Whitman Christmas Sampler (2000)
- Date with the Angels: The Christmas Show (1957)
- Dave's World: I Saw Mommy Kicking Santa Claus (1993)
- Day by Day: Merry Kristin (1988)
- D.C. Follies: Reagan Accidentally Gives Fred a Nuke for Christmas (1987)
- Dear Phoebe: The Christmas Show (1954)
- Dharma & Greg: Haus Arrest (1997)
- The Dick Van Dyke Show: The Alan Brady Show Presents (1963)
- Dinosaurs: Refrigerator Day (1991)
- The Donna Reed Show: A Very Merry Christmas (1958)
- Double Trouble: O Come All Ye Faithful (1984)
- Down to Earth: Christmas Story (1984)
- Dr. Katz, Professional Therapist: Office Management (1995)
- Drexell's Class: Silent Night, Holy Smokes (1991)
- The Ellen Show: Ellen's First Christmess (2001)
- Empty Nest: A Christmas Story (1989)
- Fair Exchange: 'Twas the Fortnight Before Christmas (1962)
- Family Affair (CBS): Christmas Came a Little Early (1968)
- Family Affair (The WB): Holiday Fever (2002)
- The Famous Teddy Z: Season's Greetings from Al Floss (1989)
- The Fanelli Boys: A Fanelli Christmas (1990)
- First Time Out: O Christmas Tree (1995)
- Fish: A Fish Christmas (1977)
- Flo: The Miracle of Casa de Huevos (1980)
- The Flying Nun: Wailing in a Winter Wonderland (1967)
- For Your Love: The Married Little Christmas (2002)
- The Geena Davis Show: How the Mom Stole Christmas (2000)
- George Burns Comedy Week: Christmas Carol II - The Sequel (1985)
- Getting Together: Blue Christmas (1971)
- The Ghost and Mrs. Muir: The Ghost and Christmas Past (1969)
- Gilligan's Island: Birds Gotta Fly, Fish Gotta Talk (1964)
- Glenn Martin, DDS: "Deck the Malls" (2009)
- Gloria: Miracle at Fox Ridge (1982)
- Good Morning, Miami: Jake's Nuts Roasting on an Open Fire (2003)
- Good News: A Christmas Story (1997)
- Goodnight, Beantown: Peace on Earth (1983)
- Go On: The World Ain't Over 'Till It's Over (2012)
- Green Acres: An Old Fashioned Christmas (1966)
- Greetings from Tucson: Christmas (2002)
- Grindl: 'Twas the Week Before Christmas (1963)
- Grounded for Life: I Saw Daddy Hitting Santa Claus (2001)
- Guys with Kids: Christmas (2012)
- Half & Half: The Big How the Ex Stole Christmas Episode (2003)
- Happy Hour: A Dead Man's Ham (2006)
- Harper Valley PTA: Harper Valley Christmas (1981)
- Head of the Class: Viki's Torn Genes (1990)
- Herman's Head: A Charlie Brown Fitzer (1992)
- The Hogan Family: Ho, Ho, Hogans (1991)
- The Honeymooners: 'Twas the Night Before Christmas (1955)
- Hope & Gloria: The Dupree Family Christmas (1995)
- House Calls: Kensington Follies (1980)
- I Love Lucy: The I Love Lucy Christmas Show (1956)
- I'm a Big Girl Now: The First Christmas (1980)
- I'm with Her: The Greatest Christmas Story Ever Told (2003)
- In-Laws: Married Christmas (2002)
- It's All Relative: The Santa That Came to Dinner (2003)
- It's Always Sunny in Philadelphia: A Very Sunny Christmas (2010)
- It's Garry Shandling's Show: It's Garry Shandling's Christmas Show (1988)
- It's Your Move: The Christmas Show (1984)
- The Jamie Foxx Show: Christmas Day-Ja Vu (1998)
- The Jeff Foxworthy Show: Merry Christmas, Y'all (1996)
- Jenny: A Girl's Gotta Deck the Halls (1997)
- Jesse: The Christmas Party (1999)
- Joanie Loves Chachi: Christmas Show (1982)
- Joe's Life: Yule Be Sorry (1993)
- The Joey Bishop Show: Baby's First Christmas (1963)
- Julia: I'm Dreaming of a Black Christmas (1968)
- Just the Ten of Us: A Christmas Story (1988)
- Kate & Allie: The Nightmare Before Christmas (1987)
- Kath & Kim: Friends (2008)
- Kenan & Kel: Merry Christmas, Kenan (1996)
- Kentucky Jones: Ho, Ho, Ho (1964)
- Kirk: The Christmas Show (1995)
- Ladies Man: Aloha Christmas (1999)
- The League: The Usual Bet (2009)
- Leave It to Beaver: The Haircut (1957)
- Life's Work: Fired (1996)
- Love, American Style: Love and the Christmas Punch (1972)
- Love & War: A Christmas Kvell (1992)
- Love That Girl!: Twas the Storm Before Christmas (2011)
- Mad About You: Met Someone (1992)
- Madman of the People: It's a Mad, Mad, Mad, Mad Christmas (1994)
- Major Dad: The Gift of the Major (1990)
- Malibu Country: Merry Malibu Christmas (2012)
- Mama: The Night the Animals Talked (1953)
- McHale's Navy: The Day They Captured Santa (1962)
- Meego: I Won't Be Home for Christmas (1997)
- Meet Corliss Archer: The Christmas Story (1954)
- Melissa & Joey: A New Kind of Christmas (2013)
- The Michael J. Fox Show: Christmas (2013)
- The Millers: Carols Parents Are Coming to Town (2013)
- Minor Adjustments: A Christmas Story (1996)
- A Minute with Stan Hooper: Bye, Bye, Miss American Pie (2003)
- Mister Ed: Ed's Christmas Story (1963)
- Moesha: A Class Act Christmas (1998)
- The Monkees: The Christmas Show (1967)
- Mork & Mindy: Mork's First Christmas (1978)
- Mr. Peepers: Christmas (1953)
- Mr. President: The Christmas Story (1987)
- Mr. Rhodes: The Christmas Show (1996)
- My Mother the Car: Many Happy No-Returns (1965)
- My Sister Sam: Jingle Bell Rock Bottom (1986)
- My World and Welcome to It: Rally Round the Flag (1969)
- The Naked Truth: Sewer Gators, Swordplay, Santa from Hell! (1995)
- Ned & Stacey: Les Is More or Less Moral-less (1996)
- The New Adventures of Old Christine: It's Beginning to Stink a Lot Like Christmas (2009)
- The New Dick Van Dyke Show: The Jailbird (1972)
- The New Gidget: A Christmas Curl (1987)
- The New Leave It to Beaver: Home for Christmas (1986)
- The New Normal: Baby Proofing (2012)
- Nikki: The Crybaby Who Stole Christmas (2000)
- The Norm Show: Norm vs. Christmas (1999)
- Normal, Ohio: Just Another Normal Christmas (2000)
- Nurses: The Shift of the Magi (1993)
- The Odd Couple: Scrooge Gets an Oscar (1970)
- On Our Own: All I Want for Christmas (1994)
- Operation Petticoat: I'm Dreaming of a Pink Christmas (1977)
- Out All Night: The Three Wise Men (1992)
- The Parent 'Hood: The Man Who Canceled Christmas (1995)
- The Parkers: Secret Santa (2001)
- Partners: Fourteen Minutes? (1995)
- The Partridge Family: Don't Bring Your Guns to Town, Santa (1971)
- The Patty Duke Show: Christmas Present (1963)
- Pearl: Christmas Daze (1996)
- The People's Choice: The Christmas Story (1955)
- Phenom: A Very Doolan Christmas (1993)
- Phyllis: The Christmas Party (1976)
- The PJs: How the Super Stoled Christmas (1999)
- The Pride of the Family: Christmas Story (1953)
- Quintuplets: Bob and Carol Save Christmas (2004)
- The Real McCoys: The Diamond Ring (1961)
- Reba: Cookies for Santa (2002)
- Regular Show: The Christmas Special (2012)
- Rhoda: Guess What I Got You for the Holidays (1974)
- Roll Out: Christmas of '44 (1973)
- The Ruggles: Christmas Eve (1949)
- Rules of Engagement: Little Bummer Boy (2010)
- Sanford and Son: Ebenezer Sanford (1975)
- Saved by the Bell: Home for Christmas (1991)
- Saved by the Bell: The New Class: Christmas in July, The Christmas Gift, Fire at the Max and Seasons Greedings (1994-1996, 1998)
- Sean Saves the World: Best Friends for Never (2013)
- The Second Hundred Years: Luke's First Christmas (1967)
- Sister Kate: Father Christmas (1989)
- Sister, Sister: Christmas (1995)
- The Smothers Brothers Show: 'Twas the Week Before Christmas (1965)
- So Little Time: Outbreak (2001)
- Something So Right: Something About a Christmas Miracle (1996)
- Something Wilder: Gotta Dance (1994)
- Sparks: Silent Night (1997)
- Square Pegs: A Child's Christmas in Weemawee (1982)
- Stark Raving Mad: Christmas Cheerleader (1999)
- Svengoolie: Abbott and Costello Meet the Invisible Man (2006)
- Super Dad: Have Yourself a Merry Little Toonmas (2010)
- Super Fun Night: Merry Super Fun Christmas (2013)
- Temperatures Rising: Rx: Christmas (1972)
- That's Life: 'Twas the Night Before Christmas/Our First Christmas (1968)
- Thea: A Christmas Story (1993)
- Three's Company: Three's Christmas (1977)
- Throb: One Christmas (1987)
- 'Til Death: No Complaints (2009)
- The Tony Danza Show: A Christmas Story (1998)
- The Tony Randall Show: O Come All Ye Wastrels (1976)
- Too Close for Comfort: Mr. Christmas (1982)
- Townies: Christmas (1996)
- The Tracy Morgan Show: Christmas (2003)
- Trophy Wife: 'Twas the Night Before Christmas... or 'Twas It? (2013)
- Tucker: A Rottweiler Runs Through It (2001)
- TV Funhouse: Christmas Day (2000)
- Two Guys, a Girl, and a Pizza Place: Two Guys, a Girl, and a Christmas Story (1998)
- Two of a Kind: A Very Carrie Christmas (1998)
- The Two of Us: The Christmas Thief (1981)
- Tyler Perry's House of Payne: The Wench Who Saved Christmas (2007)
- Tyler Perry's Meet the Browns: Meet the Christmas Spirit (2009)
- Union Square: The First Christmas Show (1997)
- The Wackiest Ship in the Army: I'm Dreaming of a Wide Isthmus (1965)
- Wanda at Large: 'Twas the Knife Before Christmas (2003)
- We Got It Made: Upstairs, Downstairs (a.k.a. Christmas Clip Show) (1987)
- Whitney: Christmas Is Cummings (2011)
- Woops!: Say It Ain't So Santa (1992)
- Worst Week: The Gift (2008)
- Yes, Dear: All I Want for Christmas Is My Dead Uncle's Cash (2000)

#### 2 Broke Girls
- 2 Broke Girls: And the Very Christmas Thanksgiving (2011)
- 2 Broke Girls: And the High Holidays (2012)

#### 227
- 227: Mary's Christmas (1985)
- 227: The Night They Arrested Santa Claus (1988)
- 227: Guess Who's Not Coming to Christmas (1989)

#### 3rd Rock from the Sun
- 3rd Rock from the Sun: Jolly Old St. Dick (1996)
- 3rd Rock from the Sun: Happy New Dick (1998)

#### 30 Rock
- 30 Rock: Ludachristmas (2007)
- 30 Rock: Christmas Special (2008)
- 30 Rock: Secret Santa (2009)
- 30 Rock: Christmas Attack Zone (2010)
- 30 Rock: My Whole Life Is Thunder (2012)

#### 8 Simple Rules
- 8 Simple Rules: All I Want for Christmas (2002)
- 8 Simple Rules: The Anne Frank and Skeevy Story (2003)
- 8 Simple Rules: A Very C.J. Christmas (2004)

#### According to Jim
- According to Jim: An According to Jiminy Christmas (2001)
- According to Jim: The Christmas Party (2002)
- According to Jim: Secret Santa (2003)
- According to Jim: Stalking Santa (2004)
- According to Jim: The Gift of Maggie (2005)
- According to Jim: Two for the Money (2008)

#### Adult Swim
- The Boondocks: A Huey Freeman Christmas (2005)
- Metalocalypse: Dethmas (2009)
- Moral Orel: The Best Christmas Ever (2005)
- Sealab 2021: Feast of Alvis (2002)
- Superjail: Mr. Grumpy-Pants (2008)
- The Venture Bros.: A Very Venture Christmas (2004)

#### Aqua Teen Hunger Force
- Aqua Teen Hunger Force: Cybernetic Ghost of Christmas Past from the Future (2002)
- Aqua Teen Hunger Force: Mail Order Bride (2002)
- Aqua Teen Hunger Force: T-Shirt of the Living Dead (2004)
- Aqua Teen Hunger Force: A PE Christmas (2009)

#### The Adventures of Ozzie & Harriet
- The Adventures of Ozzie & Harriet: The Boys' Christmas Money (1952)
- The Adventures of Ozzie & Harriet: Late Christmas Gift (1952)
- The Adventures of Ozzie & Harriet: The Miracle (1953)
- The Adventures of Ozzie & Harriet: The Lost Christmas Gift (1954)
- The Adventures of Ozzie & Harriet: The Fruitcake (1955)
- The Adventures of Ozzie & Harriet: Christmas in October (1955)
- The Adventures of Ozzie & Harriet: Busy Christmas (1956)
- The Adventures of Ozzie & Harriet: The Day After Christmas (1956)
- The Adventures of Ozzie & Harriet: The Christmas Tree Lot (1957)
- The Adventures of Ozzie & Harriet: The Girl in the Emporium (1960)
- The Adventures of Ozzie & Harriet: A Piano for the Fraternity (1960)

#### ALF
- ALF: Oh, Tannerbaum (1986)
- ALF: ALF's Special Christmas (1987)

#### Alice
- Alice: A Semi-Merry Christmas (1977)
- Alice: Mel, the Magi (1979)
- Alice: Mel's Christmas Carol (1981)
- Alice: 'Tis the Sezonul to Be Jealous (1983)

#### All in the Family/Archie Bunker's Place
- All in the Family: Sezonul 2, Episodul 13: "Christmas Day at the Bunkers" - 18 decembrie 1971
- All in the Family: Sezonul 4, Episodul 15: "Edith's Christmas Story" - 22 decembrie 1973
- All in the Family: Sezonul 7, Episodul 14: "The Draft Dodger" - 25 decembrie 1976
- All in the Family: Sezonul 8, Episodul 11: "Edith's Crisis of Faith, Part 1" - 18 decembrie 1977
- All in the Family: Sezonul 8, Episodul 12: "Edith's Crisis of Faith, Part 2" - 25 decembrie 1977
- All in the Family: Sezonul 9, Episodul 10: "Bogus Bills" - 3 decembrie 1978
- All in the Family: Sezonul 9, Episodul 11: "The Bunkers Go West" - 10 decembrie 1978
- All in the Family: Sezonul 9, Episodul 12: "California, Here We Are" - 17 decembrie 1978
- Archie Bunker's Place: Sezonul 2, Episodul 10: "Custody, Part 1" - 4 ianuarie 1981
- Archie Bunker's Place: Sezonul 2, Episodul 11: "Custody, Part 2" - 11 ianuarie 1981
- Archie Bunker's Place: Sezonul 4, Episodul 13: "Father Christmas" - 19 decembrie 1982

#### All of Us
- All of Us: I Saw Tia Kissing Santa Claus (2003)
- All of Us: Home for Christmas (2004)
- All of Us: Who Took the Merry Out of Christmas? (2005)
- All of Us: Everybody Loves Rain Man (2006)

#### Almost Perfect
- Almost Perfect: Risky Christmas (1995)
- Almost Perfect: Gimme Shelter (1997)

#### Amen
- Amen: Your Christmas Show of Shows (1986)
- Amen: The Twelve Songs of Christmas (1987)
- Amen: The Deacon's Donkey (1988)
- Amen: Thelma Frye, Dough Girl (1989)
- Amen: Miracle on 134th Street (1990)

#### American Dad!
- American Dad: The Best Christmas Story Never Told (2006)
- American Dad: The Most Adequate Christmas Ever (2007)
- American Dad: Rapture's Delight (2009)
- American Dad: For Whom the Sleigh Bell Tolls (2010)
- American Dad: Season's Beatings (2011)
- American Dad: Minstrel Krampus (2013)

#### Arnie
- Arnie: Let Them Eat Cookies (1970)
- Arnie: The Gift of the Majors (1971)

#### Arrested Development
- Arrested Development: In God We Trust (2003)
- Arrested Development: Afternoon Delight (2004)

#### Barney Miller
- Barney Miller: Christmas Story (1976)
- Barney Miller: Toys (1978)
- Barney Miller: Homeless (1981)

#### Becker
- Becker: Santa on Ice (1999)
- Becker: Dr. Angry Head (2000)
- Becker: The Ghost of Christmas Presents (2001)
- Becker: Chris-Mess (2002)

#### Benson
- Benson: Mary and Her Lambs (1982)
- Benson: Home for Christmas (1984)

#### The Bernie Mac Show
- The Bernie Mac Show: A Christmas Story (2001)
- The Bernie Mac Show: Road to Tradition (2003)

#### The Beverly Hillbillies
- The Beverly Hillbillies: Home for Christmas (1962)
- The Beverly Hillbillies: No Place Like Home (1962)
- The Beverly Hillbillies: Christmas at the Clampetts (1963)
- The Beverly Hillbillies: The Christmas Present (1966)
- The Beverly Hillbillies: The Week Before Christmas (1968)
- The Beverly Hillbillies: Christmas in Hooterville (1968)

#### Bewitched
- Sezonul 1, Episodul 15: "A Vision of Sugar Plums" - 24 decembrie 1964 (re-aired in 1965 with new introductory scene)
- Sezonul 4, Episodul 16: "Humbug Not to Be Spoken Here" - 21 decembrie 1967
- Sezonul 6, Episodul 14: "Santa Comes to Visit and Stays and Stays" - 18 decembrie 1969
- Sezonul 7, Episodul 13: "Sisters at Heart" - 24 decembrie 1970

#### The Big Bang Theory
- Sezonul 2, Episodul 11: "The Bath Item Gift Hypothesis" - 15 decembrie 2008
- Sezonul 3, Episodul 11: "The Maternal Congruence" - 14 decembrie 2009
- Sezonul 6, Episodul 11: "The Santa Simulation" - 13 decembrie 2012

#### Bob
- Bob: A Christmas Story (1992)
- Bob: Have Yourself a Married Little Christmas (1993)

#### The Bob Cummings Show
- The Bob Cummings Show: A Wife for Christmas (1955)
- The Bob Cummings Show: The Christmas Spirit (1955)
- The Bob Cummings Show: Grandpa's Christmas Visit (1955)
- The Bob Cummings Show: Bob's Christmas Party (1957)

#### The Bob Newhart Show
- Sezonul 1, Episodul 14: "His Busiest Season" - 24 decembrie 1972
- Sezonul 2, Episodul 15: "I'm Dreaming of a Slight Christmas" - 22 decembrie 1973
- Sezonul 3, Episodul 15: "Home Is Where the Hurt Is" - 21 decembrie 1974
- Sezonul 4, Episodul 15: "Bob Has to Have His Tonsils Out, So He Spends Christmas Eve in the Hospital" - 20 decembrie 1975
- Sezonul 5, Episodul 13: "Making Up Is the Thing to Do" - 25 decembrie 1976
- Sezonul 6, Episodul 12: "Twas the Pie Before Christmas" - 24 decembrie 1977

#### Bob's Burgers
- Bob's Burgers: God Rest Ye Merry Gentle-Mannequins (2012)
- Bob's Burgers: Christmas in the Car (2013)

#### Boy Meets World
- Boy Meets World: Santa's Little Helper (1993)
- Boy Meets World: Turnaround (1994)
- Boy Meets World: Easy Street (1996)
- Boy Meets World: A Very Topanga Christmas (1997)
- Boy Meets World: Santa's Little Helpers (1998)

#### The Brady Bunch
- The Brady Bunch: The Voice of Christmas (1969)
- The Brady Bunch: A Very Brady Christmas (1988 - reunion special)

#### Caroline in the City
- Caroline in the City: Caroline and the Christmas Break (1995)
- Caroline in the City: Caroline and the Decanter (1997)
- Caroline in the City: Caroline and the Fright Before Christmas (1998)

#### Charles in Charge
- Charles in Charge: Home for the Holidays (1984)
- Charles in Charge: Yule Laff (1987)

#### Cheers
- Cheers: The Spy Who Came in for a Cold One (1982)
- Cheers: Christmas Cheers (1987)
- Cheers: Love Me, Love My Car (1992)

#### The Cleveland Show
- The Cleveland Show: A Cleveland Brown Christmas (2009)
- The Cleveland Show: Murray Christmas (2010)
- The Cleveland Show: Die Semi-Hard (2011)
- The Cleveland Show: 'Tis the Cleveland to be Sorry (2012)

#### Clueless
- Clueless: A Very PC Holiday (1997)
- Clueless: Our Lady of Rodeo Drive (1998)

#### Coach
- Coach: Christmas Brains (1990)
- Coach: My True Love Gave to Me... (1992)
- Coach: Christmas of the Van Damned (1993)
- Coach: You Win Some, You Lose Some (1996)

#### Comedy Central
- Li'l Bush: Merry Christmas (2007)
- Jeff Dunham's Very Special Christmas Special (2008)

#### Community
- Community: Comparative Religion (2009)
- Community: Abed's Uncontrollable Christmas (2010)
- Community: Regional Holiday Music (2011)
- Community: Intro to Knots (2013)

#### The Cosby Show
- The Cosby Show: Getting to Know You (1989) (Sezonul 6)
- The Cosby Show: Clair's Place (1991) (Sezonul 8)

#### Dear John
- Dear John: Dancing in the Dark (1988)
- Dear John: 'Twas the Fight Before Christmas (1991)

#### December Bride/Pete and Gladys
- December Bride: The Christmas Show (1954)
- December Bride: Car for Christmas (1958)
- Pete and Gladys: Christmas Shopping (1961)

#### Dennis the Menace
- Dennis the Menace: The Christmas Story (1959)
- Dennis the Menace: The Christmas Horse (1960)
- Dennis the Menace: The Fifteen-Foot Christmas Tree (1961)

#### Designing Women
- Designing Women: I'll Be Home for Christmas (1987)
- Designing Women: Julia and Mary Jo Get Stuck Under a Bed (1991)
- Designing Women: Tales Out of School (1991)

#### A Different World
- A Different World: The Gift of the Magi (1987)
- A Different World: For Whom the Jingle Bell Tolls (1989)
- A Different World: I'm Dreaming of a Wayne Christmas (1990)
- A Different World: Twelve Steps of Christmas (1991)
- A Different World: White Christmas (1992)

#### Diff'rent Strokes
- Diff'rent Strokes: Retrospective (1978)
- Diff'rent Strokes: Santa's Helper (1982)

#### The Doris Day Show
- The Doris Day Show: A Two-Family Christmas (1969)
- The Doris Day Show: It's Christmas Time in the City (1970)
- The Doris Day Show: Whodunnit, Doris? (1971)

#### The Drew Carey Show
- The Drew Carey Show: Lisa Gets Married (1996)
- The Drew Carey Show: The Vacation (1997)
- The Drew Carey Show: Drew's Holiday Punch (1998)
- The Drew Carey Show: Fetal Attraction (2000)

#### Ellen
- Ellen: The Christmas Show (1994)
- Ellen: Do You Fear What I Fear? (1995)
- Ellen: Fleas Navidad (1996)

#### Eve
- Eve: 'Twas the Fight Before Christmas (2003)
- Eve: All About Eve (2005)

#### Evening Shade
- Evening Shade: The Wood Who Stole Christmas (1990)
- Evening Shade: I'll Be Home for Christmas (1992)

#### Everybody Hates Chris
- Everybody Hates Chris: Everybody Hates Christmas (2005)
- Everybody Hates Chris: Everybody Hates Kris (2006)
- Everybody Hates Chris: Everybody Hates Kwanzaa (2007)

#### Everybody Loves Raymond
- Everybody Loves Raymond: The Ball (1996)
- Everybody Loves Raymond: All I Want For Christmas (1997)
- Everybody Loves Raymond: The Toaster (1998)
- Everybody Loves Raymond: The Christmas Picture (1999)
- Everybody Loves Raymond: The Christmas Present (2000)
- Everybody Loves Raymond: Seasons Greetings (2001)
- Everybody Loves Raymond: The Thought That Counts (2002)
- Everybody Loves Raymond: Jazz Records (2003)

#### The Facts of Life
- The Facts of Life: The Christmas Show (1983)
- The Facts of Life: Christmas in the Big House (1984)
- The Facts of Life: Christmas Baby (1985)
- The Facts of Life: It's a Wonderful Christmas (1987)

#### Family Guy
- Sezonul 3, Episodul 16: A Very Special Family Guy Freakin' Christmas (2001)
- Sezonul 9, Episodul 7: Road to the North Pole (2010)
- Sezonul 11, Episodul 8: Jesus, Mary and Joseph! (2012)
- Sezonul 12, Episodul 8: Christmas Guy (2013)

#### Family Matters
- Family Matters: Have Yourself a Very Winslow Christmas (1990)
- Family Matters: It's Beginning to Look a Lot Like Urkel (1992)
- Family Matters: Christmas Is Where the Heart Is (1993)
- Family Matters: Miracle on Elm Street (1994)
- Family Matters: Fa La La La Laaagghh! (1995)
- Family Matters: It Came Upon a Midnight Clear (1996)
- Family Matters: Deck the Malls (1997)

#### Family Ties
- Family Ties: A Christmas Story (1982)
- Family Ties: A Keaton Christmas Carol (1983)
- Family Ties: Miracle in Columbus (1987)

#### Father Knows Best
- Father Knows Best: The Christmas Story (1954)
- Father Knows Best: The Angel's Sweater (1956)
- Father Knows Best: Home for Christmas (1977 - reunion special)

#### Frasier
- Frasier: Call Me Irresponsible (Sezonul 1, Episodul 7)
- Frasier: Miracle on Third or Fourth Street (1993)
- Frasier: Frasier Grinch (1995)
- Frasier: Perspectives on Christmas (1997)
- Frasier: Merry Christmas, Mrs. Moskowitz (1998)
- Frasier: The Fight Before Christmas (1999)
- Frasier: Mary Christmas (2000)
- Frasier: We Two Kings (2002)
- Frasier: High Holidays (2003)

#### The Fresh Prince of Bel-Air
- The Fresh Prince of Bel-Air: Deck the Halls (1990)
- The Fresh Prince of Bel-Air: Christmas Show (1991)
- The Fresh Prince of Bel-Air: 'Twas the Night Before Christening (1993)
- The Fresh Prince of Bel-Air: Oooh, Baby, Baby (1995)

#### Friends/Joey
- Friends: The One with the Monkey (1994)
- Friends: The One with Phoebe's Dad (1995)
- Friends: The One Where Rachel Quits (1996)
- Friends: The One with the Girl from Poughkeepsie (1997)
- Friends: The One with the Inappropriate Sister (1998)
- Friends: The One with the Routine (1999)
- Friends: The One with All the Candy (2000)
- Friends: The One with the Holiday Armadillo (2000)
- Friends: The One with Monica's Boots (2001)
- Friends: The One with Ross's Step Forward (2001)
- Friends: The One with Christmas in Tulsa (2002)
- Joey: Joey and the Plot Twist (2004)
- Joey: Joey and the Christmas Party (2005)

#### Full House
- Full House: Our Very First Christmas Show (1988) (Sezonul 2)
- Full House: A Very Tanner Christmas (1992) (Sezonul 6)
- Full House: Arrest Ye Merry Gentlemen (1994) (Sezonul 8)

#### Futurama
- Futurama: Xmas Story (1999) (Sezonul 2)
- Futurama: A Tale of Two Santas (2001) (Sezonul 3)
- Futurama: The Futurama Holiday Spectacular (2010) (Sezonul 6)

#### The Game
- The Game: There's No Place Like Home (2006)
- The Game: The Ghost of Derwin Past (2007)

#### George Lopez
- George Lopez: Meet the Cuban Parents (2002)
- George Lopez: Christmas Punch (2003)
- George Lopez: A Clear and Presentless Danger (2004)
- George Lopez: George Is Being Elfish and Christ-misses His Family (2005)

#### Gimme a Break!
- Gimme a Break: A Kanisky Christmas (1983)
- Gimme a Break: The Spirit of Christmas (1984)
- Gimme a Break: Snippets (1985)
- Gimme a Break: Christmas in New York (1986)

#### Girlfriends
- Girlfriends: You Better Watch Out (2001)
- Girlfriends: Santa v. Monica (2002)
- Girlfriends: Merry Ex-mas (2003)
- Girlfriends: All the Creatures Were Stirring (2004)
- Girlfriends: All God's Children (2005)
- Girlfriends: I'll Have a Blue Line Christmas (2006)
- Girlfriends: Deck the Halls with Bags and Folly (2007)

#### The Golden Girls/The Golden Palace
- The Golden Girls: 'Twas the Nightmare Before Christmas (1986)
- The Golden Girls: Have Yourself a Very Little Christmas (1989)
- The Golden Palace: It's Beginning to Look a Lot (Less) Like Christmas (1992)

#### Good Times
- Good Times: Sometimes There's No Bottom in the Bottle (1974)
- Good Times: Penny's Christmas (1977)
- Good Times: The Traveling Christmas (1978)

#### Grace Under Fire
- Grace Under Fire: Keeping Faith (1993)
- Grace Under Fire: The Holidays (1994)
- Grace Under Fire: Emmett, We Hardly Knew Ye (1995)
- Grace Under Fire: A Holly, Jolly Christmas (1996)
- Grace Under Fire: Mother Christmas (1997)

#### Growing Pains
- Growing Pains: A Christmas Story (1985)
- Growing Pains: The Kid (1986)
- Growing Pains: It's Not Easy Being Green (1991)

#### Hangin' with Mr. Cooper
- Hangin' with Mr. Cooper: Miracle in Oaktown (1992)
- Hangin' with Mr. Cooper: Santa's Got a Brand New Bag (1993)
- Hangin' with Mr. Cooper: Christmas Show (1994)
- Hangin' with Mr. Cooper: Christmas '95 (1995)

#### Happy Days
- Happy Days: Guess Who's Coming to Christmas (1974)
- Happy Days: Tell It to the Marines (1975)
- Happy Days: Richie Branches Out (1976)
- Happy Days: Christmas Time (1978)
- Happy Days: White Christmas (1980)
- Happy Days: All I Want for Christmas (1982)

#### Happy Endings
- Happy Endings: Grinches Be Crazy (2011)
- Happy Endings: No-Ho-Ho (2012)

#### Hazel
- Hazel: Hazel's Christmas Shopping (1961)
- Hazel: Just 86 Shopping Minutes to Christmas (1964)

#### Hearts Afire
- Hearts Afire: Everyday's a Holiday (1992)
- Hearts Afire: Blue Christmas (1993)
- Hearts Afire: The Perfect Christmas (1994)

#### Hennesey
- Hennesey: The Christmas Show (1959)
- Hennesey: Santa Hits Harvey (1961)

#### Home Improvement
- Home Improvement: Yule Better Watch Out (1991)
- Home Improvement: I'm Scheming Of a White Christmas (1992)
- Home Improvement: 'Twas the Blight Before Christmas (1993)
- Home Improvement: Some Like It Hot Rod (1994)
- Home Improvement: 'Twas the Night Before Chaos (1994)
- Home Improvement: 'Twas the Flight Before Christmas (1995)
- Home Improvement:  No Place Like Home (1996)
- Home Improvement: Bright Christmas (1997)
- Home Improvement: Home for the Holidays (1998)

#### Hope & Faith
- Hope & Faith: Silent Night, Opening Night (2003)
- Hope & Faith: Aru-Bah Humbug (2004)
- Hope & Faith: Christmas Time (2005)

#### How I Met Your Mother
- How I Met Your Mother: How Lily Stole Christmas (2006)
- How I Met Your Mother: Little Minnesota (2008)
- How I Met Your Mother: The Window (2009)
- How I Met Your Mother: False Positive (2010)
- How I Met Your Mother: Symphony of Illumination (2011)
- How I Met Your Mother: The Over-Correction (2012)
- How I Met Your Mother: The Final Page (2012)

#### The Hughleys
- The Hughleys: A Multi-Culti Christmas (1998)
- The Hughleys: Miracle on 135th and Avalon (1999)
- The Hughleys: I'm Dreaming of a Slight Christmas (2001)

#### In the House
- In the House: Christmas Party (1995)
- In the House: God Is in the House (1997)

#### The Jeffersons
- The Jeffersons: The Christmas Wedding (1976)
- The Jeffersons: 984 W. 124th Street, Apt. 5C (1977)
- The Jeffersons: George Finds a Father (1978)
- The Jeffersons: All I Want for Christmas (1980)
- The Jeffersons: Father Christmas (1983)

#### Just Shoot Me!
- Just Shoot Me!: Jesus, It's Christmas (1997)
- Just Shoot Me!: How the Finch Stole Christmas (1998)
- Just Shoot Me!: Christmas? Christmas! (2001)

#### King of Queens
- King of Queens: Noel Cowards (1998)
- King of Queens: Net Prophets (1999)
- King of Queens: Better Camera (2000)
- King of Queens: Ovary Action (2001)
- King of Queens: Mentalo Case (2002)
- King of Queens: Santa Claustrophobia (2003)
- King of Queens: Silent Mite (2004)
- King of Queens: Baker's Doesn't (2005)

#### King of the Hill
- King of the Hill: The Unbearable Blindness of Laying (1997)
- King of the Hill: Pretty, Pretty Dresses (1998)
- King of the Hill: " Hillennium " (1999)
- King of the Hill: 'Twas the Nut Before Christmas (2000)
- King of the Hill: The Father, the Son, and J.C. (2001)
- King of the Hill: Livin' on Reds, Vitamin C and Propane (2003)
- King of the Hill: Ms. Wakefield (2004)

#### Last Man Standing
- Last Man Standing: Last Christmas Standing (2011)
- Last Man Standing: Putting a Hit on Christmas (2012)
- Last Man Standing: Elfie (2013)

#### Laverne & Shirley
- Laverne & Shirley: Oh Hear the Angels' Voices (a.k.a. Christmas Eve at the Booby Hatch) (1976)
- Laverne & Shirley: O Come All Ye Bums (1978)
- Laverne & Shirley: Friendly Persuasion (1981)

#### Less Than Perfect
- Less Than Perfect: One Office Party Too Many (2002)
- Less Than Perfect: Santa Claude (2003)
- Less Than Perfect: Claude's 15 Minutes of Christmas (2004)

#### Life with Bonnie
- Life with Bonnie: Christmastime in the City (2002)
- Life with Bonnie: It's a Wonderful Job (2003)

#### Living Single
- Living Single: Living Kringle (1993)
- Living Single: Let It Snow, Let It Snow, Let It Snow...Dammit (1995)
- Living Single: Doctor in the House (1996)
- Living Single: Let's Stay Together (1997)

#### The Love Boat
- The Love Boat: Lonely at the Top/Divorce Me, Please/Silent Night (1977)
- The Love Boat: The Captain's Bird/That's My Dad/Captive Audience (1980)
- The Love Boat: A Christmas Presence (1982)
- The Love Boat: Santa, Santa, Santa/Another Dog-Gone Christmas/Noel's Christmas Carol (1984)
- The Love Boat: The Christmas Cruise (1986)

#### The Lucy Show
- The Lucy Show: Together for Christmas (1962)
- The Lucy Show: Lucy the Choirmaster (1965)

#### Make Room for Daddy/The Danny Thomas Show
- Make Room for Daddy: Christmas (1953)
- Make Room for Daddy: Christmas and Clowns (1956)
- The Danny Thomas Show: Christmas Story (1963)

#### Malcolm in the Middle
- Malcolm in the Middle: Christmas (2001)
- Malcolm in the Middle: Christmas Trees (2003)
- Malcolm in the Middle: Hal's Christmas Gift (2004)

#### Mama's Family
- Mama's Family: Santa Mama (1986)
- Mama's Family: Mama Gets Goosed (1989)

#### The Many Loves of Dobie Gillis
- The Many Loves of Dobie Gillis: Deck the Halls (1959)
- The Many Loves of Dobie Gillis: Jangle Bells (1960)
- The Many Loves of Dobie Gillis: Have Reindeer, Will Travel (1961)
- The Many Loves of Dobie Gillis: Will the Real Santa Claus Please Come Down the Chimney? (1962)

#### Married... with Children
- Married... with Children: You Better Watch Out (1987) (Sezonul 2)
- Married... with Children: It's a Bundyful Life (1989) (Sezonul 4)
- Married... with Children: Christmas (1992) (Sezonul 7)
- Married... with Children: The Worst Noel (1993) (Sezonul 8)
- Married... with Children: I Can't Believe It's Butter (1995) (Sezonul 10)
- Married... with Children: God Help Ye Merry Bundymen (1996) (Sezonul 11)

#### Martin
- Martin: I Saw Gina Kissing Santa Claus (1992)
- Martin: Holiday Blues (1993)
- Martin: Go Tell It on the Martin (1994)
- Martin: Swing Thing (1995)
- Martin: Scrooge (1996)

#### The Mary Tyler Moore Show
- The Mary Tyler Moore Show: Christmas and the Hard-Luck Kid II (1970)
- The Mary Tyler Moore Show: Not a Christmas Story (1974)

#### Maude
- Maude: The Office Party (1973)
- Maude: The Christmas Party (1975)
- Maude: Walter's Christmas Gift (1976)
- Maude: Maude's Christmas Surprise (1977)

#### Meet Mr. McNutley/The Ray Milland Show
- Meet Mr. McNutley: The Christmas Story (1953)
- The Ray Milland Show: The Christmas Story (1954)

#### The Middle
- The Middle: Christmas (2009)
- The Middle: A Simple Christmas (2010)
- The Middle: A Christmas Gift (2011)
- The Middle: Christmas Help (2012)
- The Middle: The Christmas Tree (2013)

#### Mike & Molly
- Mike & Molly: First Christmas (2010)
- Mike & Molly: Christmas Break (2011)
- Mike & Molly: Karaoke Christmas (2012)

#### The Mindy Project
- The Mindy Project: Josh and Mindy's Christmas Party (2012)
- The Mindy Project: Christmas Party Sex Trap (2013)

#### Modern Family
- Modern Family: Undeck the Halls (2009)
- Modern Family: Express Christmas (2011)
- Modern Family: The Old Man & the Tree (2013)

#### Mr. Belvedere
- Mr. Belvedere: Christmas Story (1987)
- Mr. Belvedere: A Happy Guys' Christmas (1989)

#### Murphy Brown
- Murphy Brown: Murphy's Pony (1988)
- Murphy Brown: Jingle Hell, Jingle Hell, Jingle All the Way (1990)
- Murphy Brown: I'm Dreaming of a Brown Christmas (1992)
- Murphy Brown: Brown in Toyland (1994)

#### My Name Is Earl
- My Name Is Earl: White Lie Christmas (2005)
- My Name Is Earl: Born a Gamblin' Man (2006)
- My Name Is Earl: Bad Earl (2007)
- My Name Is Earl: Orphan Earl (2008)

#### My Two Dads
- My Two Dads: 'Tis the Season (1987)
- My Two Dads: I'm Dreaming of a Holiday Episode (1989)

#### Mystery Science Theater 3000
- Mystery Science Theater 3000: 321 - Santa Claus Conquers the Martians (1991)
- Mystery Science Theater 3000: 521 - Santa Claus (1993)

#### The Nanny
- The Nanny: Christmas Episode (1993)
- The Nanny: Oy to the World (1995)
- The Nanny: The Hanukkah Story (1998)

#### The Neighbors
- The Neighbors: Merry Crap-Mas (2012)
- The Neighbors: A Christmas Story (2013)

#### New Girl
- New Girl: The 23rd (2011)
- New Girl: Santa (2012)
- New Girl: Clavado En Un Bar (2014)

#### Newhart
- Newhart: No Room at the Inn (1982)
- Newhart: The Prodigal Darryl (1985)

#### NewsRadio
- NewsRadio: Xmas Story (1995)
- NewsRadio: Christmas (1996)
- NewsRadio: Stupid Holiday Charity Talent Show (1997)

#### Night Court
- Night Court: Santa Goes Downtown (1984)
- Night Court: Let It Snow (1987)
- Night Court: The Night Court Before Christmas (1988)
- Night Court: Santa on the Lam (1991)

#### The Office
- The Office: Christmas Party (2005)
- The Office: A Benihana Christmas (2006)
- The Office: Moroccan Christmas (2008)
- The Office: Secret Santa (2009)
- The Office: Classy Christmas (2010)
- The Office: Christmas Wishes (2011)
- The Office: Dwight Christmas (2012)

#### One Day at a Time
- One Day at a Time: Girl Talk (1978)
- One Day at a Time: Not a Creature Was Staying (1983)

#### One on One
- One on One: Santa Baby (2001)
- One on One: Everybody Loves Whom? (2002)
- One on One: It's a Miserable Life (2003)
- One on One: It's Beginning to Look a Lot Like...Venice? (2005)

#### Our Miss Brooks
- Our Miss Brooks: Christmas Show 1952 (1952)
- Our Miss Brooks: The Magic Tree (1953)
- Our Miss Brooks: Music Box Revue (1955)

#### Parks and Recreation
- Parks and Recreation: Christmas Scandal (2009)
- Parks and Recreation: Citizen Knope (2011)
- Parks and Recreation: Ron and Diane (2012)

#### Perfect Strangers
- Perfect Strangers: A Christmas Story (1986)
- Perfect Strangers: The Gift of the Mypiot (1988)

#### Petticoat Junction
- Petticoat Junction: Cannonball Christmas (1963)
- Petticoat Junction: The Santa Claus Special (1966)

#### Punky Brewster
- Punky Brewster: Yes, Punky, There Is a Santa Claus (1984)
- Punky Brewster: Christmas Shoplifting (1985)
- Punky Brewster: Christmas Hero (1987)

#### Raising Hope
- Raising Hope: Toy Story (2010)
- Raising Hope: It's a Hopeful Life (2011)
- Raising Hope: Last Christmas (2012)
- Raising Hope: The Chance Who Stole Christmas (2013)

#### Robot Chicken
- Robot Chicken: Christmas Special (2005)
- Robot Chicken: Robot Chicken's Half-Assed Christmas Special (2007)
- Robot Chicken: Dear Consumer (2009)
- Robot Chicken: Robot Chicken's DP Christmas Special (2010)
- Robot Chicken: Robot Chicken's ATM Christmas Special (2012)
- Robot Chicken: Born Again Virgin Christmas Special (2013)

#### Rodney
- Rodney: It's Up, It's Good (2004)
- Rodney: O Christmas Trees (2005)

#### Roseanne
- Sezonul 4, Episodul 12: "Santa Claus" - 24 decembrie 1991
- Sezonul 5, Episodul 12: "It's No Place Like Home for the Holidays" - 15 decembrie 1992
- Sezonul 6, Episodul 12: "White Trash Christmas" - 14 decembrie 1993
- Sezonul 7, Episodul 12: "The Parenting Trap" - 14 decembrie 1994
- Sezonul 9, Episodul 12: "Home for the Holidays" - 17 decembrie 1996

#### Sabrina, the Teenage Witch
- Sabrina, the Teenage Witch: A Girl and Her Cat (1996)
- Sabrina, the Teenage Witch: Sabrina Claus (1997)
- Sabrina, the Teenage Witch: Christmas Amnesia (1998)
- Sabrina, the Teenage Witch: Sabrina, Nipping at Your Nose (1999)
- Sabrina, the Teenage Witch: Sabrina's Perfect Christmas (2000)
- Sabrina, the Teenage Witch: It's a Hot, Hot, Hot, Hot Christmas (2002)

#### Scrubs
- Scrubs: My Own Personal Jesus (2001)
- Scrubs: My Monster (2002)
- Scrubs: My Best Moment (2004)

#### Seinfeld
- Sezonul 3, Episodul 12: "The Red Dot" - 11 decembrie 1991
- Sezonul 4, Episodul 13: "The Pick" - 16 decembrie 1992
- Sezonul 6, Episodul 11: "The Race" - 15 decembrie 1994
- Sezonul 7, Episodul 6 : "The Gum" - 24 decembrie 1995
- Sezonul 8, Episodul 10: "The Andrea Doria" - 19 decembrie 1996
- Sezonul 9, Episodul 10: "The Strike" - 18 decembrie 1997

#### Silver Spoons
- Silver Spoons: The Best Christmas Ever (1982)
- Silver Spoons: 'Twas the Night Before Christmas (1984)
- Silver Spoons: Second Class Parent (1985)

#### The Simpsons
- The Tracey Ullman Show short: Simpson Christmas (1988)
- Sezonul 1, Episodul 1: "Simpsons Roasting on an Open Fire" (1989)
- Sezonul 7, Episodul 11: "Marge Be Not Proud" (1995)
- Sezonul 9, Episodul 10: "Miracle on Evergreen Terrace" (1997)
- Sezonul 11, Episodul 9: "Grift of the Magi" (1999)
- Sezonul 12, Episodul 8: "Skinner's Sense of Snow" (2000)
- Sezonul 13, Episodul 6: "She of Little Faith" (2001)
- Sezonul 15, Episodul 7: "'Tis the Fifteenth Season" (2003)
- Sezonul 17, Episodul 9: "Simpsons Christmas Stories" (2005)
- Sezonul 18, Episodul 9: "Kill Gil, Volumes I & II" (2006)
- Sezonul 22, Episodul 8: "The Fight Before Christmas" (2010)
- Sezonul 23, Episodul 9: "Holidays of Future Passed" (2011)
- Sezonul 25, Episodul 8: "White Christmas Blues" (2013)

#### South Park
- South Park: Mr. Hankey, the Christmas Poo (1997) (Sezonul 1)
- South Park: Merry Christmas, Charlie Manson! (1998) (Sezonul 2)
- South Park: Mr. Hankey's Christmas Classics (1999) (Sezonul 3)
- South Park: A Very Crappy Christmas (2000) (Sezonul 4)
- South Park: Red Sleigh Down (2002) (Sezonul 6)
- South Park: It's Christmas in Canada (2003) (Sezonul 7)
- South Park: Woodland Critter Christmas (2004) (Sezonul 8)

#### Spin City
- Spin City: Miracle Near 34th Street (1997)
- Spin City: Monkey Business (1998)
- Spin City: My Dinner with Caitlin (a.k.a. Christmas 1999) (1999)
- Spin City: Toy Story (2000)
- Spin City: An Office and a Gentleman (2001)

#### Step by Step
- Step by Step: Christmas Story (1993)
- Step by Step: I'll Be Home for Christmas (1994)
- Step by Step: The Fight Before Christmas (1995)
- Step by Step: Too Many Santas (1997)

#### Still Standing
- Still Standing: Still Christmas  (2003)
- Still Standing: Still Avoiding Christmas (2005)

#### Suburgatory
- Suburgatory: The Nutcracker (2011)
- Suburgatory: Krampus (2012)

#### Suddenly Susan
- Suddenly Susan: The Walk-Out (1996)
- Suddenly Susan: Yule Never Know (1997)
- Suddenly Susan: Merry Ex-mas (1998)

#### Taxi
- Taxi: A Full House for Christmas (1978)
- Taxi: Get Me Through the Holidays (1982)

#### That Girl
- That Girl: Christmas and the Hard-Luck Kid (1966)
- That Girl: 'Twas the Night Before Christmas, You're Under Arrest (1967)

#### That '70s Show
- That '70s Show: The Best Christmas Ever (1998)
- That '70s Show: Hyde's Christmas Rager (2000)
- That '70s Show: An Eric Forman Christmas (2001)
- That '70s Show: Christmas (2003)
- That '70s Show: Winter (2004)

#### Titus
- Titus: The Last Noelle (2000)
- Titus: Houseboat (2001)

#### Topper
- Topper: A Christmas Carol (1953)
- Topper: Topper's Quiet Christmas (1954)

#### True Colors
- True Colors: Christmas Show '90 (1990)
- True Colors: Broken Home (1991)

#### Two and a Half Men
- Two and a Half Men: Santa's Village of the Damned (2005)
- Two and a Half Men: Walnuts and Demerol (2006)
- Two and a Half Men: Warning, It's Dirty (2009)
- Two and a Half Men: One False Move, Zimbabwe! (2011)
- Two and a Half Men: On Vodka, on Soda, on Blender, on Mixer! (2013)

#### Up All Night
- Up All Night: First Christmas (2011)
- Up All Night: First Snow (2012)

#### Veronica's Closet
- Veronica's Closet: Veronica's Christmas Song (1997)
- Veronica's Closet: Veronica's Secret Santa (1998)

#### The Wayans Bros.
- The Wayans Bros.: Psycho Santa (1995)
- The Wayans Bros.: A Country Christmas (1998)

#### Webster
- Webster: The Man in the Red Flannel Suit (1986)
- Webster: Simple Gifts (1987)

#### Welcome Back, Kotter
- Welcome Back, Kotter: Hark, the Sweatkings (1976)
- Welcome Back, Kotter: A Sweathog Christmas Special (1977)
- Welcome Back, Kotter: A Winter's Coat Tale (1978)

#### What's Happening!!/What's Happening Now!!
- What's Happening!!: Christmas (1976)
- What's Happening!!: Positive Identification (1978)
- What's Happening Now!!: I'll Be Homeless for Christmas (1986)

#### Where's Raymond?/The Ray Bolger Show
- Where's Raymond?: Christmas (1953)
- The Ray Bolger Show: Father for a Day (1954)

#### Who's the Boss?
- Who's the Boss?: The Christmas Card (1986)
- Who's the Boss?: A Spirited Christmas (1988)

#### Will & Grace
- Will & Grace: Jingle Balls (2001)
- Will & Grace: All About Christmas Eve (2002)
- Will & Grace: Fanilow (2003)
- Will & Grace: Christmas Break (2004)
- Will & Grace: A Little Christmas Queer (2005)

#### Wings
- Sezonul 2, Episodul 11: "A Terminal Christmas" - 21 decembrie 1990
- Sezonul 4, Episodul 10: "The Customer's Usually Right" - 17 decembrie 1992
- Sezonul 5, Episodul 11: "Happy Holidays" - 16 decembrie 1993
- Sezonul 6, Episodul 11: "Insanity Claus" - 13 decembrie 1994
- Sezonul 7, Episodul 10: "Twas the Heist Before Christmas" - 19 decembrie 1995
- Sezonul 8, Episodul 11: "All About Christmas Eve" - 18 decembrie 1996

#### WKRP in Cincinnati
- WKRP in Cincinnati: Jennifer's Home for Christmas (1979)
- WKRP in Cincinnati: Bah, Humbug (1980)

#### Working
- Working: Medieval Christmas (1997)
- Working: The Christmas Party (1998)

## Seriale pentru copii

### Live Action
- Bozo the Clown: Bozo, Gar and Ray: WGN TV Classics (2005, compilation of clips from 1960–2001)
- The Hardy Boys/Nancy Drew Mysteries: Will the Real Santa Claus...? (1977)
- Pee-wee's Playhouse Christmas Special (1988)
- Shining Time Station: 'Tis A Gift (1990)
- Shirley Temple's Storybook: Babes in Toyland (1960)

#### Lassie
- Lassie: The Christmas Story 1958 (1958)
- Lassie: The Christmas Story 1960 (1960)
- Lassie: Yochim's Christmas (1961)
- Lassie: Lassie's Gift of Love (1963)
- Lassie: The Little Christmas Tree (1964)
- Lassie: The Greatest Gift (1966)
- Lassie: Miracle of the Dove (1967)
- Lassie: The Blessing (1969)

#### Disney Channel
- A.N.T. Farm: Santa's Little Helpers (2011), Silant Night (2013)
- Austin and Ally: Mix-Ups and Mistletoe  (2013)
- Dog With A Blog: Bark! The Herald Angels Sing (2012), 'Twas the Fight Before Christmas (2013)
- Good Luck Charlie: Good Luck Charlie, It's Christmas! (2011)
- Hannah Montana:
  - Killing Me Softly With His Height (2008)
  - It's the End of the Jake as We Know It (2010)
- Imagination Movers: "Present Problem" (2008), "Happy Ha Ha Holidays!" (2009) and "A Little Elf Esteem" (2011)
- Jessie: Christmas Story (2011)
- Jessie/Good Luck Charlie: Good Luck Jessie NYC Christmas (2013)
- Lab Rats: 'Twas the Mission Before Christmas (2013)
- Liv and Maddie: Fa-la-la-A-Rooney (2013)
- Lizzie McGuire : Xtreme Xmas (2001)
- Pair of Kings: Pair of Santas (2011)
- Phil of the Future: Christmas Break (2005)
- Shake It Up: Jingle It Up (2011), Merry Merry It Up (2012)
- So Random! Justin Bieber (2011)
- So Weird: Fountain (1999)
- Sonny with a Chance: A So Random Holiday Special (2010)
- The Suite Life on Deck: A London Carol (2010)
- The Suite Life of Zack & Cody: Christmas at the Tipton (2005)
- That's So Raven: Escape Claus (2003)
- Wizards of Waverly Place: Doll House (2009)
- Zeke and Luther: Bro Ho Ho (2011)

#### Nickelodeon
- The Adventures of Pete & Pete: O' Christmas Pete (1995)
- Big Time Rush: Big Time Christmas (2010)
- Blue's Room: Blue's Holiday Wishes (2004)
- Bob the Builder: Bob's White Christmas (1999)
- Bob the Builder: A Christmas To Remember (2001)
- Bucket & Skinner's Epic Adventures: Epic Christmas (2012)
- Drake & Josh: Merry Christmas, Drake & Josh (2008)
- Go, Diego, Go: Diego Saves Christmas (2006)
- Hey Dude: Ride, She Said  (1990)
- How To Rock: How To Rock Christmas  (2012)
- iCarly: iChristmas (2008)
- The Journey of Allen Strange: Starwalk (1997)
- Kenan & Kel: Merry Christmas, Kenan (1996)
- LazyTown: LazyTown's Surprise Santa
- Little Bill: Merry Christmas Little Bill (2001)
- The Naked Brothers Band: Christmas Special (2008)
- Power Rangers Samurai: Christmas Together, Friends Forever (2011)
- Romeo!: A Little So'em So'em for Christmas (2003)
- Team Umizoomi: Santa's Little Fixers
- The Secret World of Alex Mack: The Gift (1995)
- True Jackson, VP: Telling Amanda (2008)
- The Troop: The Good, The Bad and the Ickie Doll (2009)
- Victorious: A Christmas Tori (2011)
- Yo Gabba Gabba: Christmas (2007)
- Yo Gabba Gabba: A Very Awesome Christmas (2011)
- Power Rangers Super Samurai: Stuck on Christmas (2012)
- Power Rangers Megaforce: The Robo Knight Before Christmas (2013)

### Animație

#### Cartoon Network
- Adventure Time
  - Holly Jolly Secrets (2011)
- The Amazing World of Gumball: Christmas (2012)
- Atomic Betty: The No-L 9 (2005) with William Shatner
- Baby Looney Tunes: Christmas in July (2002)
- Batman: The Brave and the Bold: Invasion of the Secret Santas! (2008)
- Ben 10: Merry Christmas (2006)
- Camp Lazlo : Kamp Kringle (2007)
- Chowder: Hey, Hey It's Knishmas! (2008)
- Class of 3000: The Class of 3000 Christmas Special (2007)
- Code Lyoko: Cold War, Distant Memory
- Codename: Kids Next Door: Operation: N.A.U.G.H.T.Y. (2005)
- Davey and Goliath: "Christmas Lost and Found" (1965)
- Davey and Goliath: "Snowboard Christmas" (2005)
- Dexter's Laboratory:
  - Dexter vs. Santa's Claws (1998)
  - A Mom Cartoon (2002)
- Ed, Edd n Eddy:
  - Fa La La La Ed (2000)
  - Ed, Edd n Eddy's Jingle Jingle Jangle (2004)
- Evil Con Carne: "Christmas Con Carne" (2003)
- Foster's Home for Imaginary Friends: A Lost Claus (2005)
- George of the Jungle: Jungle Bells/The Goats of Christmas Presents (2007)
- The Grim Adventures of Billy & Mandy: Billy and Mandy Save Christmas (2005)
- I Am Weasel:
  - Happy Baboon Holidays (1997)
  - IR's First Bike (1999)
- Johnny Bravo:
  - 'Twas the Night (1998)
  - A Johnny Bravo Christmas (2001)
- Krypto the Superdog: Storybook Holiday
- The Marvelous Misadventures of Flapjack: "Low Tidings" (2009)
- MAD
  - Da Grinchy Code / Duck (2010)
  - FROST / Undercover Claus (2011)
  - Fantastic Four Christmases / Red & White Collar (2012)
- My Gym Partner's a Monkey: Have Yourself a Joyful Little Animas (2006)
- The Mr. Men Show: Christmas (2010)
- The Powerpuff Girls: 'Twas The Fight Before Christmas (2003)
- Regular Show:  A Regular Show Christmas Special  (2012)
- Space Ghost Coast to Coast: A Space Ghost Christmas (1994)
- Sheep in the Big City: Home for the Baa-lidays (2000)
- Teen Titans Go: Second Christmas (2013)
- The Amazing World of Gumball: Christmas (2012)
- Tom and Jerry: The Night Before Chrismtas
- Transformers Animated: Human Error, Parts 1 & 2

##### 6teen
- 6teen: Deck the Mall (2004)
- 6teen: In A Retail Wonderland (2005)
- 6teen: Snow Job (2006)
- 6teen: How the Rent-A-Cop Stole Christmas (2007)

##### Total Drama
- Total Drama World Tour: Anything Yukon Do, I Can Do Better (2010)
- Total Drama World Tour: Slap Slap Revolution (2010)
- Total Drama World Tour: Sweden Sour (2010)
- Total Drama: Revenge of the Island: Ice Ice Baby (2012)

#### Disney Channel
- 101 Dalmatians: The Series: "A Christmas Cruella" (1997)
- American Dragon: Jake Long: "Hairy Christmas" (2006)
- Brandy & Mr. Whiskers: "On Whiskers, On Lola, On Cheryl and Meryl" (2004)
- Buzz Lightyear of Star Command: "Holiday Time" (2000)
- Fish Hooks: "Merry Fishmas, Milo" (2011)
- Kick Buttowski: Suburban Daredevil: "A Cousin Kyle Christmas/Snow Problem" (2011)
- Kim Possible: "A Very Possible Christmas" (2003)
- Lilo and Stitch: The Series: "Topper" (2003)
- Sabrina: The Animated Series: A Witchmas Carol (1999)
- The Emperor's New School: "A Giftmas Story" (2007)
- The Proud Family: "Seven Days of Kwanzaa" (2001)
- The Replacements: "Dick Daring's All-Star Holiday Stunt Spectacular V" (2008)
- Wander Over Yonder: "The Little Guy" (2013)

##### The Disney Afternoon
- Bonkers: "Miracle at 34th Precinct" (1993)
- Darkwing Duck: "It's a Wonderful Leaf" (1991)
- Goof Troop: "Have Yourself a Goofy Little Christmas" (1992)
- TaleSpin: "A Jolly Molly Christmas" (1990)

##### Disney Junior
- Charlie and Lola: How Many More Minutes Until Christmas? (2006)
- Doc McStuffins: A Very McStuffins Christmas (2013)
- Handy Manny: A Very Handy Holiday, Flicker Saves Christmas & The Ayala's Christmas Extravaganza (2006-2010)
- Higglytown Heroes: Twinkle's Wish
- Jake and the Never Land Pirates: It's a Winter Never Land!/Hook on Ice! (2011)
- Johnny and the Sprites: Very Spritely Holiday/Sprites Snow Day (2007)
- Jungle Junction: The Night Before Zipsmas/A Gift for Zooter (2009)
- Mickey Mouse Clubhouse: Mickey Saves Santa (2006)
- Sofia the First: Holiday in Enchancia (2013)
- Special Agent Oso: The Living Holiday Lights (2010)

##### Recess
- Yes Mikey, Santa Does Shave (1998)
- Recess Christmas: Miracle on Third Street (2001)

##### House of Mouse
- Mickey's Magical Christmas: Snowed in at the House of Mouse (2001)
- Pete's Christmas Caper (2003)
- Clarabelle's Christmas List (2003)

##### Phineas and Ferb
- S'Winter/Toy to the World (2008)
- Phineas and Ferb Christmas Vacation (2009)
- A Phineas and Ferb Family Christmas (2011)

#### Nickelodeon
- The Adventures of Jimmy Neutron: Boy Genius: Holly Jolly Jimmy (2003) with Mel Brooks.
- CatDog: A Very CatDog Christmas (1999)
- ChalkZone: When Santas Collide (2004)
- Danny Phantom: The Fright Before Christmas (2005)
- Doug: Doug's Christmas Story (1994)
- Fanboy and Chum Chum: A Very Brrr-y Icemas (2011)
- Hey Arnold: Arnold's Christmas (1997)
- Invader Zim: The Most Horrible X-Mas Ever (2002)
- Kappa Mikey: A Christmas Mikey (2006)
- The Mighty B: A Beemas Story (2008)
- My Life as a Teenage Robot: A Robot for All Seasons (2004)
- Rocket Power: A Rocket Xmas (2003)
- Rocko's Modern Life: Rocko's Modern Christmas (1994)
- The Wild Thornberrys: Have Yourself a Very Thornberry Little Christmas (1999)
- T.U.F.F. Puppy: A Doomed Christmas (2011)
- Wayside: A Wayside Christmas

##### Blue's Clues
- Blue's Big Holiday (1999)
- Blue's First Holiday (2003)

##### Dora the Explorer
- A Present For Santa (2002)
- Dora's Christmas Carol Adventure (2009)

##### The Fairly OddParents
- Christmas Every Day (2001)
- Merry Wishmas (2008)

##### Max and Ruby
- Max's Christmas (2002)
- Max and Ruby's Christmas Tree (2007)
- Max's Christmas Passed (2009)
- Ruby's Perfect Christmas Tree/Max's Christmas Present/Max and Ruby's Christmas Carol (2011)

##### The Ren & Stimpy Show
- Son of Stimpy (1993)
- A Scooter for Yaksmas (1996)

##### Rugrats/All Grown Up!
- The Santa Experience (1992)
- A Rugrats Chanukah (1996)
- Let it Snow (1997)
- Babies in Toyland (2002)
- The Finster Who Stole Christmas (2004)

##### SpongeBob SquarePants
- Christmas Who? (2000)
- It's a SpongeBob Christmas! (2012)

### Desene animate L-V
- G.I. Joe: A Real American Hero: COBRA Claws Are Coming to Town (1985)
- Biker Mice from Mars: Chill Zone (1994)
- Inspector Gadget: Inspector Gadget Saves Christmas (1992)
- Kid vs. Kat: Christmas Special 1/2 (2009)
- My Dad the Rock Star: House for the Holly Daze (2005)
- Pucca: Pucca Claus Part 1: 'Tis the Sezonul for REVENGE!/Pucca Claus Part 2: Northern Lights Out/Pucca Claus Part 3: Secret Santa (2006)
- The Spectacular Spider-Man: Reinforcement (2009)
- Teenage Mutant Ninja Turtles: The Christmas Aliens (2004) (a. k. a. "Michelangelo's Christmas Rescue)
- Thugaboo: Christmas Special (2006)

#### ABC
- Bump in the Night: 'Twas the Night Before Bumpy (1995)
- Pac-Man: Christmas Comes to Pac-Land (1982)
- The Real Ghostbusters: X-Mas Marks the Spot (1986)

#### CBS
- Ace Ventura: Pet Detective: The Reindeer Hunter (1995)
- Berenstain Bears: Berenstain Bears Christmass Tree (1979)
- The Fat Albert Christmas Special (1977)
- Garfield and Friends: Heatwave Holiday (1989)
- The Little Rascals: The Little Rascals Christmas Special (1979)

#### Fox
- Bobby's World: Miracle on 34th St. & Rural Route 1 (1995)
- Eek! the Cat: It's a Wonderful 9 Lives (1992)
- Eek! the Cat: It's a Very Merry Eek's-Mas (1993)
- Life With Louie: A Christmas Surprise for Mrs. Stillman (1994)
- Life With Louie: Family Portrait (1997)
- Mighty Morphin Power Rangers: Alpha's Magical Christmas (1994)
- Mighty Morphin Power Rangers: I'm Dreaming of a White Ranger (1995)
- Peter Pan and the Pirates: Hook's Christmas (1991)
- The Spooktacular New Adventures of Casper: A Christmas Peril / Ms. Banshee's Holiday Hits/Good Morning, Dr. Harvey/Fright Before Christmas (1996)
- Super Dave: Daredevil for Hire: Merry Christmas, Super Dave! (1992)
- The Tick: The Tick Loves Santa! (1995)
- X-Men: Have Yourself a Morlock Little X-Mas (1995)

#### NBC
- Alvin and the Chipmunks: A Chipmunk Christmas (1981)
- Alvin and the Chipmunks: Swiss Family Chipmunks/Santa Harry (1983)
- Alvin and the Chipmunks: Merry Christmas, Mr. Carroll (1989)
- The Bullwinkle Show: Topsy Turvy World (1962)
- Camp Candy: Christmas in July (1990)

#### PBS
- Arthur's Perfect Christmas (2000)
- Barney and the Backyard Gang: Waiting for Santa (1990)
- Barney & Friends: Barney's Night Before Christmas (1999)
- Barney & Friends: Barney's Christmas Star (2004)
- Caillou: Caillou's Christmas (2006)
- Caillou: Caillou's Holiday Movie (2003)
- The Cat in the Hat Knows a Lot About Christmas! (2012)
- Curious George: A Very Monkey Christmas (2009)
- Cyberchase: When Penguins Fly (2009)
- Daniel Tiger's Neighborhood: Snowflake Day! (2013)
- Elmo's Christmas Countdown (2007)
- Thomas & Friends: King of the Railway (2013)
- Maya & Miguel: Miguel's Wonderful Life (2005)
- Sesame Street: Christmas Eve on Sesame Street (1978)
- Sesame Street: Elmo Saves Christmas (1996)
- Sid the Science Kid: Sid's Holiday Adventure (2009)
- Super Why: The Nutcracker (2009)
- Super Why: Twas the Night Before Christmas (2008)
- Teletubbies: Christmas in South Africa (1998)
- Teletubbies: Christmas in Finland (1998)
- Teletubbies: Christmas in Spain (1998)
- Thomas & Friends: Blue Mountain Mystery (2012)
- WordGirl: Oh Holiday Cheese (2009) and A World Without WordGirl (2012)
- WordWorld: The Christmas Star/A Christmas Present For Dog (2008)

#### Hanna-Barbera/Warner Bros. Animation/Kids' WB
- Batman: The Animated Series: Christmas With The Joker (1992)
- Casper's First Christmas (1979)
- Freakazoid: The Chip (Part 1)/The Chip (Part 2)/In Arms Way (1995)
- Histeria: The American Revolution (Part 1) (1998)
- Jackie Chan Adventures: A Jolly J-Team Xmas (2002)
- The Jetsons: A Jetson Christmas Carol (1985)
- Justice League: Comfort And Joy (2003)
- Looney Tunes: Bedtime for Sniffles (1940), Gift Wrapped (1952), Bugs Bunny's Looney Christmas Tales (1979) and Bah, Humduck! A Looney Tunes Christmas (2006)
- The Looney Tunes Show: A Christmas Carol (2012)
- Men in Black: The Series: The Black Christmas Syndrome (1998)
- Mucha Lucha: The Match Before Xmas (2004)
- Pinky and the Brain: A Pinky And The Brain Christmas (1995)
- Pinky, Elmyra and the Brain: Yule Be Sorry (1998)
- Static Shock: Frozen Out (2002)
- The New Batman Adventures: Holiday Knights (1997)
- The Town Santa Forgot (1994)
- Taz-Mania: No Time For Christmas (1993)
- Tiny Toon Adventures: It's A Wonderful Tiny Toons Christmas Special (1992)
- Tom and Jerry: A Nutcracker Tale (2007)
- X-Men: Evolution: On Angel's Wings (2001)
- Yogi's First Christmas (1980)
- Yogi Bear's All Star Comedy Christmas Caper (1982)

##### Animaniacs
- Animaniacs: A Christmas Plotz (1993)
- Animaniacs: The Day Before Christmas (1993)
- Animaniacs: The 12 Days of Christmas Song (1995)
- Animaniacs: Noel (1996)
- Animaniacs: The Christmas Tree (1997)

##### The Flintstones
- Christmas Flintstone (1964)
- A Flintstone Christmas (1977)
- A Flintstone Family Christmas (1993)
- A Flintstones Christmas Carol (1994)

##### Scooby-Doo
- The New Scooby-Doo Mysteries: "The Nutcracker Scoob" (1984)
- What's New, Scooby-Doo?: "A Scooby-Doo Christmas" (2002)
- Scooby-Doo! Haunted Holidays (2012)

##### The Smurfs
- The Smurfs' Christmas Special (1982)
- Baby's First Christmas (1983)
- The Magic Sack of Mr. Nicholas (1987)
- 'Tis The Sezonul To Be Smurfy (1987)
- A Christmas Carol (2011)

##### The Sylvester & Tweety Mysteries
- The Sylvester & Tweety Mysteries: It Happened One Night Before Christmas (1995)
- The Sylvester & Tweety Mysteries: Father Christmas/A Fist Full of Lutefisk (1998)

### Animații asiatice și jocuri video

#### Anime
- Bobobo-bo Bo-bobo: Let's Get Wiggy With It (2005)
- Digimon: Digital Monsters A Very Digi Christmas (2001)
- Hamtaro: A Ham-Ham Christmas
- Ranma 1/2: Tendo Family Christmas Scramble
- Love Hina: Love Hina Christmas Special - Silent Eve
- Astro Boy (1980 serial TV): The Light Ray Robot
- Sgt. Frog: The Space Frog Who Stole Christmas!
- Flint the Time Detective: Cavemen's Christmas
- Cyborg 009: Christmas Eve Mirage

##### Pokémon
- Holiday Hi-Jynx
- Pikachu's Winter Vacations: Christmas Night (1999)
- Pikachu's Winter Vacations: Stantler's Little Helpers (2000)
- Pikachu's Winter Vacations: Delibird's Dilemma (2001)
- Pikachu's Winter Vacations: Snorlax Snowman (2001)

##### Speciale de CrăciunNintendoșiSega
- Donkey Kong Country: The Kongo Bongo Festival of Lights (1999)
- The Super Mario Bros. Super Show!: Koopa Klaus (1989)
- Super Mario World: The Night Before Cave Christmas (1991)
- Sonic Christmas Blast (1996)

#### Disney Sing-Along Songs
- Very Merry Christmas Songs (1988)
- The 12 Days of Christmas (1993)